# Mil Mi-24
Der Mil Mi-24 (russisch Миль Ми-24, NATO-Codename: Hind, deutsch Hirschkuh) ist ein in der Sowjetunion entwickelter Kampfhubschrauber des Hubschrauberherstellers Mil. Der Mi-24 ist mit zwei Wellenturbinen ausgerüstet und besitzt eine Haupt-Heckrotor-Anordnung mit einem Fünfblatt-Hauptrotor. Ungewöhnlich für einen Kampfhubschrauber ist die Fähigkeit des Mi-24, auch Truppen transportieren zu können.
Die sowjetischen bzw. russischen Piloten bezeichn(et)en ihre Maschinen als летающий танк (letajuschtschi tank, fliegender Panzer) oder крокодил (Krokodil) sowie стакан (stakan, Glas, wegen der großflächigen Cockpitverglasung des Mi-24A). Von den Mudschaheddin wurde ihm der Spitzname Schaitan Arba („Teufelswagen“) gegeben.

## Geschichte

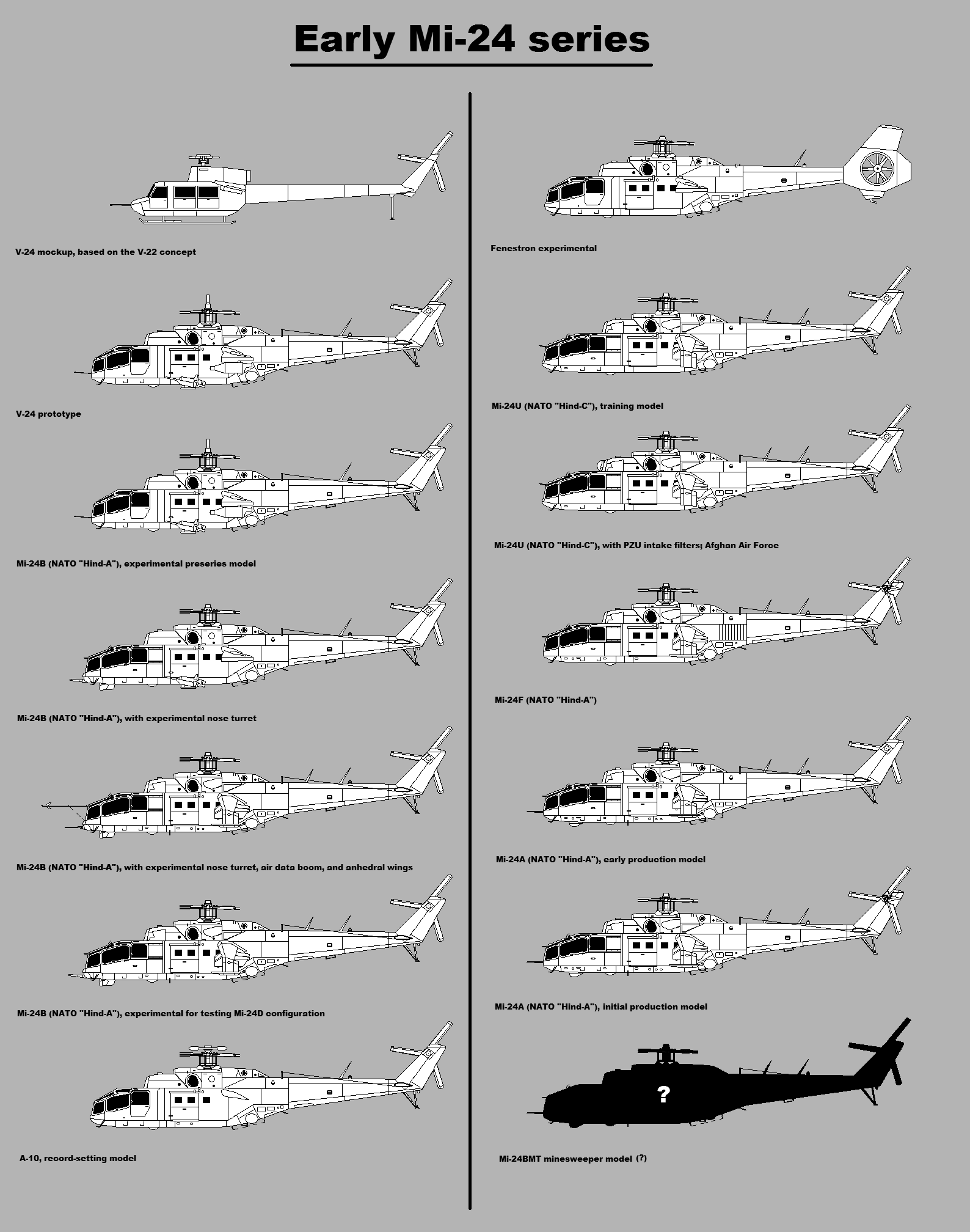
Frühe Versionen des Mi-24

Die Entwicklung dieses Hubschraubers begann Mitte der 1960er-Jahre noch zu Lebzeiten von Michail Mil. Vom Ausgangsmodell Mil Mi-8 wurden Triebwerke, Rotoren und andere mechanische Komponenten übernommen, der Rumpf wurde vollkommen neu gestaltet. Im Gegensatz zu den meisten anderen Kampfhubschraubern kann der Mi-24 als Angriffshubschrauber Transportaufgaben übernehmen. So ist er dafür ausgelegt, bis zu acht ausgerüstete Soldaten geschützt auf das Gefechtsfeld zu transportieren. Als „fliegender Schützenpanzer“ gehörte es zu den Aufgaben des Mi-24, schnell über dem Gefechtsfeld zu agieren. Seine Aufgaben sind die Panzerabwehr, Feuerunterstützung bei amphibischen Operationen, Ausheben gegnerischer Stützpunkte, Bekämpfung gegnerischer Hubschrauber und Begleitschutz für eigene Hubschrauber.

Flugbuch eines Mi-24-Piloten

Das erste Vorführmodell mit der Bezeichnung W-24 (die 24 war die Bezeichnung für die Rumpfversion) wurde 1966 fertiggestellt. Dieses übernahm viele Merkmale vom Mi-8, erinnerte aber mit dem langen Heckausleger auch an die amerikanische Bell UH-1. Die Maschine hatte Stummelflügel und bot Platz für zwei nebeneinander sitzende Piloten im Cockpit und acht Soldaten im Rumpf. Die Attrappe wurde offiziellen Vertretern des sowjetischen Verteidigungsministeriums um Marschall Rodion Jakowlewitsch Malinowski vorgestellt; dieser lehnte die Maschine jedoch ab. Nach dieser wurden anhand der Kritiken zur ersten Attrappe mehrere weitere gebaut. Auf Initiative von Andrei Antonowitsch Gretschko (dieser hatte 1967 Malinowski abgelöst und auch an der Vorstellung des ersten Mockups teilgenommen) wurde am 29. März 1967 eine offizielle Ausschreibung zum Bau eines Kampfhubschraubers vorgelegt, der 315 km/h erreichen und 12,7-mm-Geschossen widerstehen sollte. Mil beteiligte sich mit einer W-24-Version, während Konkurrent Kamow die Ka-25F (eine stark modifizierte Version des Ka-25) einreichte. Mil gewann die Ausschreibung und am 6. Mai 1968 wurde der Auftrag zum Bau eines Prototyps erteilt. Das erste vollständige Vorführmodell wurde im Februar 1969 fertiggestellt und am 19. September 1969 startete der erste Prototyp OP-1 mit German W. Alfjorow am Steuer zum Erstflug. Nachdem zwei Prototypen flogen, erlaubte das zuständige Ministerium den Bau von zehn weiteren Hubschraubern unter der Bezeichnung Erzeugnis 240 (inoffiziell Mi-24). Fünf davon wurden bei Mil und fünf im Herstellerwerk Arsenjew gebaut. Vier der Maschinen waren für Flugtests, eine für Waffentests, zwei für statische Tests, eine für mechanische Lasttests und zwei als Vorlage für die Produktion gedacht. Einer der Prototypen diente später als Basis für den Mi-24B, während zwei der zehn Mi-24 für die Entwicklung des Mi-24D genutzt wurden. Die Tests durch den Hersteller und die Armee (ab Juni 1970) förderten eine Reihe von Unzulänglichkeiten zu Tage. So wurden die schlechte Sicht aus dem Cockpit, die unzulängliche Richtungskontrolle, Stabilitätsprobleme beim Hochgeschwindigkeitsflug und unzureichende Hot-and-High-Leistungen bemängelt. Letztere waren zum Teil auf eine nicht optimale aerodynamische Ausbildung der Rotorblätter (was erst mit dem Mi-24WM behoben wurde) und auf die Triebwerke zurückzuführen, die bei steigender Temperatur ab 10 °C etwa 10 % Leistung pro 10 °C einbüßten.
Die erste Serienversion war der verbesserte Mi-24A (Erzeugnis 245). Gegenüber dem Mi-24 wurde die Sicht der Piloten durch eine geänderte Kanzel verbessert und die Instabilität bei hohen Fluggeschwindigkeiten durch neue Flügel beseitigt. Weitere Änderungen betrafen die Panzerung sowie den Einbau des optischen Zielsystems 9Sh121-01 für die 9M17M-Panzerabwehrraketen. Die Serienfertigung begann Ende 1970 im Herstellerwerk Arsenjew und 1971 hatte der erste Serienhubschrauber seinen Erstflug. Auch während der Produktionszeit wurde noch eine Reihe von Verbesserungen eingeführt. So wurde die unzulängliche Richtungskontrolle durch die Verlegung des Heckrotors von der rechten zur linken Seite beseitigt. Ab 1974 erhielten die Hubschrauber eine verstärkte Konstruktion der linken Rumpfseite und des Heckauslegers, da im Einsatz bei starken Flugmanövern Risse in diesem Bereich auftraten. In diesem Jahr wurden auch die ersten Hubschrauber dieses Typs in Parchim stationiert. Bis 1975 wurden 204 Hubschrauber dieser Version gebaut. 1975 kam es auch mit der Lieferung von sechs Hubschraubern nach Libyen zum ersten Export des Hubschraubers. 1978 kam es zum ersten Einsatz des Hubschraubers im Ogadenkrieg durch Äthiopien. Von der nur mit ungelenkten Raketen bewaffneten Trainerversion Mi-24U (Erzeugnis 244), die aber ein signifikant verändertes Flugverhalten zeigte, wurden ab 1973 etwa 25 Stück gebaut.
Im Jahr 1971 wurde der erste Prototyp der verbesserten Version Mi-24B (Erzeugnis 241) fertiggestellt. Diese Version konnte die 9M17P-Rakete mit Hilfe des automatisierten und stabilisierten Raduga-F-Lenksystems einsetzen. Auch das bisher einläufige 12,7-mm-Maschinengewehr wurde durch ein komplett neues vierläufiges Gatling-Maschinengewehr 9A-624 ersetzt, das sich später anfällig für Staub und Überhitzung zeigte. Auch erhielt der Hubschrauber verbesserte TW3-117-Triebwerke. Insgesamt wurden weniger als zehn Maschinen als Mi-24A gebaut, da man die spätere Version Mi-24D bevorzugte. Der Mi-24B wurde für Tests der Systeme des Mi-24D eingesetzt.
Ein Problem des Mi-24A blieb die unzureichende Sicht des Piloten. So wurden im Juni 1972 zwei Mi-24-Vorproduktionsmodelle mit einem komplett neuen Bugbereich ausgerüstet, bei dem Pilot und Bordschütze in zwei Kanzeln hinter- und übereinander untergebracht waren. Diese wurden Basis der neuen Version Mi-24D (Erzeugnis 246), die einer Kombination des Waffensystems und der Verbesserungen des Mi-24B mit dem neuen Cockpit entsprach. Die Serienproduktion der neuen Version wurde 1973 genehmigt. Die Produktion sollte nun in zwei Werken (Arsenjew und Rostow) erfolgen und bereits im selben Jahr wurde der erste Hubschrauber dieses Typs fertiggestellt. Einige dieser Hubschrauber wurden noch mit dem Heckrotor auf der rechten Seite gebaut. Die sowjetische Armee akzeptierte den Hubschrauber nach einigen Tests offiziell am 29. März 1976. Im Laufe der Serienproduktion wurden wiederum Verbesserungen eingeführt. So wurde die Überholungszeit von 300 Stunden (die Triebwerke der ersten Mi-24 hatten eine Überholungszeit von nur 50 Stunden) auf 750 Stunden verbessert. Daneben wurde die Avionik mehrfach verbessert und 1977 neue Lufteinläufe mit verbesserter Staubabscheidung installiert. Insgesamt wurden 625 Hubschrauber dieser Version, davon 477 in Rostow (51 für die sowjetische Armee und 426 für den Export) und 148 in Arsenjew gebaut. Die Exportversionen für die europäischen Partnerstaaten waren bis auf leicht vereinfachte Raketen identisch mit der sowjetischen Version, während die als Mi-25 bezeichneten Exportversionen für den nichteuropäischen Bereich stärker vereinfachte Systeme enthielten. Erster Exportstaat wurde 1978 die Tschechoslowakei, gefolgt von der DDR, Ungarn und Polen. Ab 1985 an Ungarn, Polen und Bulgarien exportierte Hubschrauber mit der Bezeichnung Mi-24D+ enthielten einige Systeme des inzwischen produzierten Mi-24W. In den 1980er Jahren kamen die exportierten Mi-25 in einigen Kriegen zum Einsatz, darunter im Iran-Irak-Krieg, im Tschad, sowie von Syrien gegen Israel und den Libanon, in Indien beim Einsatz gegen Tamilen. Große Verluste musste der Hubschrauber in Angola hinnehmen, wo fast zwanzig Hubschrauber durch ZSU-23-4-Flakpanzer und Strela-Raketen abgeschossen wurden. Von der zwischen 1977 und 1991 produzierten Trainerversion Mi-24DU (Erzeugnis 249) wurden etwa 105 gebaut. Bei ihr fehlte die Kinnlafette, sie war jedoch mit den Panzerabwehrraketen und den zugehörigen Bordsystemen ausgerüstet. Einige davon wurden auch als Mi-35U exportiert.
Ende 1972 begannen die Abnahmetests für die Panzerabwehrrakete 9K113 Konkurs. Im Sommer 1973 wurden zwei Mi-24D für den Einsatz dieser Raketen umgebaut. Die neue Panzerabwehrrakete flog deutlich schneller als die bisher verwendete und wurde per verschlüsseltem Funk anstelle einer Drahtverbindung gesteuert, was ein neues Zielsystem Raduga-Sch mit entsprechender Optik und neuen Antennen im Hubschrauber notwendig machte. Die entsprechend umgebauten oder neu produzierten Hubschrauber erhielten die Bezeichnung Mi-24W (Erzeugnis 242). Die beiden Prototypen wurden manchmal als Mi-24PTRK bezeichnet. Der erste der beiden Prototypen hatte am 23. September 1973 seinen Erstflug. Die Erlaubnis für die Serienfertigung wurde im November 1975 erteilt und 1976 wurden die ersten Hubschrauber dieser Version produziert. Auch bei dieser Version wurden wieder einige Verbesserungen im Laufe der Produktionszeit eingeführt. So konnten die ersten Mi-24W je zwei Raketen pro Seite tragen. Drei Jahre nach dem Produktionsbeginn wurden neue Startträger für je vier Raketen auf jeder Seite eingeführt und 1986 wurde dann ein Startträger für je acht Raketen auf jeder Seite getestet, jedoch erst an der späteren Mi-35M eingeführt. Auch Triebwerke TW-113W mit besseren Hot-and-High-Fähigkeiten kamen bei späteren Modellen zum Einsatz, die bis 35 °C nicht an Leistung verloren. Auch wurden Heckrotorblätter mit größerer Blatttiefe verwendet, um Probleme bei der Stabilität und Flugkontrolle bei hohen Temperaturen und hohen Geschwindigkeiten oder maximaler Startmasse zu beseitigen. Weiterhin wurden die Avionik, die Selbstverteidigungssysteme (sechs statt vier ASO-2W-02-Störkörperwerfer, Infrarotsensorstörgerät L-166W-11E, Radarwarngeräte) und die Kommunikationssysteme im Laufe der Zeit durch neuere oder erweiterte ersetzt. Dazu kamen verschiedene konstruktive Maßnahmen, um die Überlebensfähigkeit zu verbessern, wie mit Polyurethan ausgeschäumte Tanks (was zu 5 % weniger Treibstoffkapazität führte) oder eine veränderte Kabelführung. Auch neue ungelenkte Raketen als Ersatz der S-5 (die sich im Afghanistankrieg als ineffektiv erwiesen hatten), wie die S-8, S-13 und S-24, sowie andere Abwurfmunition, Kanonenbehälter und Zusatztanks wurden in die Bestückungsoptionen für die Stummelflügel aufgenommen. Die ersten Hubschrauber dieser Version wurden 1985 in die Tschechoslowakei exportiert. Ab 1986 wurden Mi-24W an Ungarn, Bulgarien, Polen und die Mongolei, sowie einfachere Mi-35 an Afghanistan, den Sudan und weitere Länder geliefert. Insgesamt wurden 247 Mi-24W/Mi-35 exportiert und mehr als 500 für die sowjetische/russische Armee gebaut. Diese kamen in verschiedenen lokalen Kriegen und UN-Missionen zum Einsatz. Alleine in Afghanistan verlor die sowjetische Armee zwischen 1979 und 1989 etwa 120 Mi-24 verschiedener Versionen.

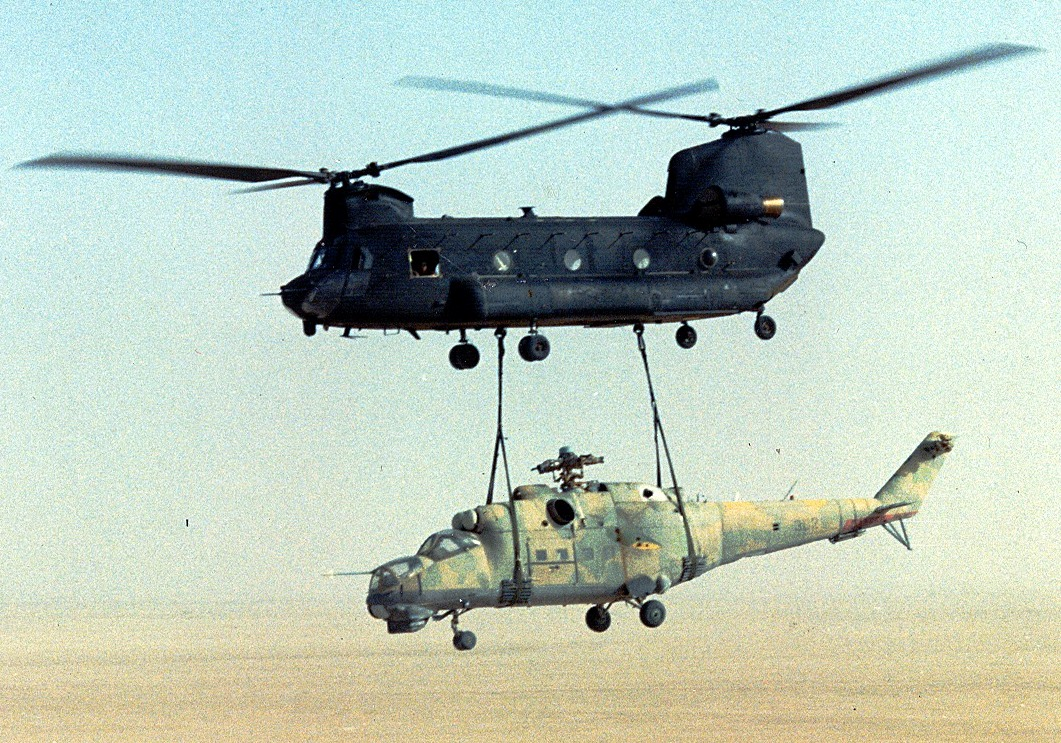
Lufttransport der erbeuteten Mi-24

Die Operation Mount Hope III im Jahre 1988 war eine verdeckte Operation, die vom 160. Special Operations Aviation Regiment der Vereinigten Staaten betrieben wurde. Das Ziel der Operation war die Bergung eines von der Sowjetunion hergestellten Kampfhubschraubers Mi-25, der von tschadischen Truppen während der Zusammenstöße im Zusammenhang mit dem libysch-tschadischen Krieg bei der Eroberung des Militärflugplatzes Wadi Dum erbeutet wurde. In der Nacht vom 10. auf den 11. Juni 1988 wurde der Hubschrauber von zwei MH-47 des 160. nach einem Flug von fast 800 Kilometern von Wadi Dum unentdeckt zu ihrer Heimatbasis in N’Djamena gebracht. Von dort wurde der Hubschrauber mit einer Lockheed C-5 Galaxy zu einer sorgfältigen Analyse in die USA transportiert. Die Mission wurde von der Regierung des Tschad unterstützt.
Obwohl die Mi-24W alle vorgesehenen Systeme enthielt, war die Armee unzufrieden mit dem eingebauten Maschinengewehr, da dieses nur ungepanzerte Ziele bekämpfen konnte und zu Ausfällen neigte. So wurde 1975 die verfügbare 30-mm-Maschinenkanone 9A-623K in eine Mi-24D eingebaut. Der Rückstoß der Waffe erlaubte jedoch keinen Einbau in die Kinnlafette, weshalb sie fest an der rechten Rumpfseite installiert wurde. Nach einigen Änderungen, wie einer Verlängerung der Lauflänge der Kanone von 1,5 auf 2,4 m zum Schutz der Raketen vor den Munitionsabgasen, dem Einbau einer Mündungsbremse zur Verringerung des Rückstoßes und Verstärkungen am Hubschrauber, wurde der Serienbau beauftragt. Die ersten der als Mi-24P (Erzeugnis 243; Puschka, „Kanone“) bezeichneten Serienmaschinen verließen im April 1981 das Herstellerwerk. Sie kamen schnell in Afghanistan zum Einsatz und zeigten dort ihre Wirksamkeit. Jedoch wurde ebenso klar, dass die Kanone für einige Einsätze überdimensioniert war und durch die feste Installation eine Bekämpfung von anderen Hubschraubern oder gar Flugzeugen unmöglich wurde. Bei der Besatzung war diese Version allerdings beliebt, da sie nicht nur über große Feuerkraft, sondern durch den Wegfall der Ziel- und Kontrollsysteme für die Kinnlafette über ein geräumigeres Cockpit mit hervorragender Sicht verfügte. Insgesamt wurden bis 1990 620 Hubschrauber dieser Version gebaut. Da die Sowjetunion den Export der Mi-24P praktisch verweigerte, erhielt nur die DDR 1989 zwölf Hubschrauber dieses Typs. Dennoch kamen einige der Maschinen in andere Länder, da nach dem Auseinanderbrechen der Sowjetunion die in den ehemaligen Sowjetrepubliken verbleibenden Mi-24P zum Teil durch die Ukraine und Belarus an afrikanische Länder verkauft wurden. Auch Russland produzierte ab 1994 noch einmal acht Mi-24P für die eigene Armee sowie 47 der Exportvariante Mi-35P und verkaufte diese an afrikanische Länder, aber auch nach Indonesien und Peru. Einige der Mi-35P wurden mit den kleineren Stummelflügeln der neueren Mi-35M ausgerüstet, was zu Verwirrungen bei der Typbestimmung der gelieferten Maschinen führte.
Die Erfahrungen aus der Mi-24P führten ab 1984 zur Entwicklung einer weiteren Variante. Diese wurde als Mi-24WP (Erzeugnis 258) bezeichnet und erhielt die zweiläufige 23-mm-Kanone GSch-23L in einem beweglichen Kinnturm als Bewaffnung. Da die neue Bewaffnung eine Vielzahl von Änderungen an der Kanone und der Lafette erforderte, dauerte die Erprobung bis zur Freigabe der Serienproduktion bis 1989. Während der nur von 1989 bis 1990 dauernden Produktion wurden 25 Hubschrauber dieser Version produziert, von denen die meisten in Russland verblieben.
Schon Mitte der 1980er-Jahre war dem OKB Mil klar, dass die aktuell eingesetzten Mi-24 inzwischen bei der Navigation, den Waffen und Sensoren den westlichen Modellen unterlegen waren. Jedoch erlaubte die Staatsführung keine großangelegten kontinuierlichen Modernisierungsprogramme. Zusätzlich war bekannt, dass in den 1990er-Jahren ein ausschließlich für taktische Aufgaben konzipierter Kampfhubschrauber den Mi-24 ersetzen sollte. Das Auseinanderbrechen der UdSSR und das folgende wirtschaftliche Chaos erlaubte jedoch keinen kompletten Ersatz der Mi-24 und zwangen sowohl die russische Führung als auch den nun in der Privatwirtschaft agierenden Hersteller Mil, nach alternativen Lösungen für Russland und andere Einsatzländer zu suchen. So wurde die Entwicklung für ein großes fünfstufiges Modernisierungsprogramm für die russische Armee unter dem Namen Mi-24WM bzw. Mi-35M gestartet. Die erste Stufe sollte eine Komplettüberholung und die zweite Stufe den Ersatz von Haupt- und Heckrotoren durch die des Mi-28 und der Triebwerke durch TW3-117WMA darstellen. Dies sollte eine Gewichtsreduzierung um etwa 300 kg ergeben. In der dritten Stufe sollte auf die Möglichkeit zum Einziehen des Fahrwerks verzichtet werden (90 kg Gewichtsersparnis), die Funkausrüstung verbessert und eine neue Unterflügelkonstruktion eingebaut werden, die es dem Hubschrauber ermöglichen würde, bis zu 16 Panzerabwehrraketen mitzuführen. Die vierte Stufe bestand aus dem Ersatz der Raketen durch 9M120 oder 9M39 und dem Ersatz der Kanone durch die GSch-23W (wassergekühlte Version der GSch-23L). Die letzte Stufe sollte im Einbau von neuen Sensoren (zum Beispiel FLIR und Nachtsichtgeräte) und neuer Avionik bestehen. Jedoch kam später noch ein Autopilot und ein verbessertes Navigations- und Waffensteuersystem dazu. Eine zum Teil umgerüstete Maschine wurde 1997 auf der MAKS gezeigt. Im Gegensatz zum fünfstufigen Programm für die Armee wurde für den Export jedoch ein dreistufiges Programm Mi-35M1 bis Mi-35M3 angeboten, das eine andere Zusammensetzung aufwies, jedoch in Stufe 2 etwa der vierten Stufe und in Stufe 3 etwa der letzten Stufe des Mi-24WM entsprach. Der erste Prototyp, der in etwa der Mi-35M2-Stufe entsprach, hatte am 4. März 1999 seinen Erstflug. Ein Hubschrauber der Stufe Mi-35M3 flog 2001 zum ersten Mal und wurde 2003 auf der Paris Air Show und der MAKS gezeigt. Die Entwicklung war komplett durch Mil finanziert, aber bis dahin kein wirtschaftlicher Erfolg, da nur eine sehr geringe Anzahl an Hubschraubern umgerüstet wurde. Auch von den Low-Cost-Umrüstvarianten Mi-24N und Mi-24PN, die praktisch nur einen Ersatz der Ziel- und Überwachungssensoren enthielten, wurden nur sechs bzw. 22 bestellt (davon sechs Mi-24PN von Uganda). Einige weitere ähnliche Umrüstvarianten unter diversen Bezeichnungen wurden nie umgesetzt. Erfolgreicher waren später die Mi-35M-Exportvarianten, von denen seit 2006 etwa 120 an verschiedene Länder wie zum Beispiel Venezuela, Irak, Brasilien und auch etwa 50 an Russland ausgeliefert wurden.
Neben dem durch den Hersteller Mil selber durchgeführten Modernisierungsprogramm wurden die Mi-24 auch in einigen anderen Ländern verändert und verbessert. So auch in Tschechien, Polen, Belarus und auch in der Ukraine in mehr oder weniger großem Umfang. Die Ukraine bot neben Verbesserungen an Sensoren und Selbstschutz ab 2010 auch ein stärkeres Triebwerk an. Auch Firmen wie die französische Sagem beteiligten sich. So stattete Sagem zwölf usbekische Mi-24 mit einem FLIR und modernen Navigationssystemen aus. Auch die israelische Firma Elbit rüstete einige mazedonische, senegalesische und georgische Mi-24W mit Nachtsichtgeräten und weiterer Elektronik aus. 2003 wurde auch ein weiterer Umbau von 25 Mi-24 durch Elbit für die indische Armee bekannt. Nach dem Umbau wurde auch der Einsatz israelischer Panzerabwehrraketen möglich. Auch die südafrikanische Firma Advanced Technologies and Engineering (ATE) (heute Teil der Paramountgroup) baute einige Mi-24 zu „SuperHind“ genannten Maschinen um. So wurden 34 Hubschrauber zwischen 1999 und 2002 auf den Mk2-Standard gebracht. Später wurden diese auf den Mk3-Stand nachgerüstet, der ein Glascockpit, einen Ersatz der Kanone durch eine 20-mm-Kanone M693 von Giat Industries sowie eine umfangreiche Sensorausstattung (zum Beispiel das Carl Zeiss Optronics Argos 410-Z) enthielt.
Im Jahr 2013 wurde von den russischen Armeefliegern zwar eine große Anzahl von Mi-28 und Ka-52 bestellt, gleichzeitig jedoch auch eine größere Anzahl der Mi-24-Weiterentwicklung Mi-35M. Die Bandbreite von Aufgaben, welche der Mi-24 erfüllen kann, wird nun auf mehrere Muster wie den Mi-8ATSH und Mi-28 aufgeteilt.

### Ogadenkrieg (1977–78)
Der erste Kampfeinsatz des Mi-24 fand im Rahmen des Ogadenkrieges in Reihen der äthiopischen Luftwaffe statt. Nachdem sich Somalia 1977 von der Sowjetunion distanzierte, unterstützte die Sowjetunion die äthiopische Armee mit einer massiven Luftbrücke.
Die Mi-24 war maßgeblich am Zurückdrängen der somalischen Truppen aus den Ogaden verantwortlich, hierbei flogen die Mi-24 massive Luftangriffe.

### Tschadisch-libyscher Grenzkonflikt (1978–1987)
Die libysche Luftwaffe setzte Mi-24A und Mi-25 in erheblichem Umfang gegen tschadische Truppen ein. Libysche Mi-24A waren an der Eroberung der tschadischen Hauptstadt N’Djamena durch tschadische Rebellen beteiligt.
Im März 1987 eroberten tschadische Truppen einen libyschen Luftwaffenstützpunkt und erbeuteten 3 Mi-25. Im Rahmen der Operation Mount Hope III im Mai 1988 wurden diese Hubschrauber in die USA, Großbritannien und Frankreich verbracht.

### Sowjetischer Krieg in Afghanistan (1979–1989)
Im April 1979 wurden erste sowjetische Mi-24 für den Kampf gegen Mudschahedin-Gruppen an die afghanische Luftwaffe geliefert,  der erste am 18. Juli 1979 abgeschossen. Die Mi-24 wurde während des ganzen Konfliktes in erheblichen Umfang von der sowjetischen wie der afghanische Luftwaffe gegen die Mudschahedin-Bewegungen eingesetzt. Als die USA FIM-92 Stinger-Luftabwehrraketen an die Mudschahedin lieferten, wurden diese bevorzugt gegen Mi-24 und Mi-8 eingesetzt. Trotz der Abschüsse erwies sich die Mi-24 als effektiv. Die Gesamtzahl der in Afghanistan eingesetzten Mi-24 ist schwer zu beziffern. Ende 1990 verfügte die sowjetische Luftwaffe über 1420 Mi-24. Schätzungen gehen davon aus, dass insgesamt 600 Hubschrauber aller Typen in Afghanistan im Einsatz waren, wovon 250 Mi-24 gewesen sein sollen. Ein Bericht der Central Intelligence Agency geht davon aus, dass die Anzahl von Mi-24 von 80 im Jahr 1980 auf 120 anstieg.

### Golfkrieg (1991)
Während der irakischen Invasion in Kuwait wurden irakische Mi-24 eingesetzt. Sie wurden aber nach kurzer Zeit teilweise zurückgezogen, da die irakische Luftwaffe diese für eventuelle spätere Konflikte bereithalten wollte.
Bei den Aufständen im Irak 1991 wurden die Hubschrauber gegen Aufständische Iraker und Zivilisten eingesetzt.

### Kosovo-Krieg (1998–1999)
Zwei gebrauchte Mi-24W, die Anfang der 1990er Jahre aus der Ukraine beschafft wurden, wurden von den jugoslawischen Spezialeinheiten während des Kosovo-Krieges gegen kosovo-albanische Rebellen eingesetzt.

### Cenepa-Krieg (1995)
Anfang 1995 setzten peruanische Luftstreitkräfte die Mi-24 während des kurzen Cenepa-Krieges gegen ecuadorianische Streitkräfte ausgiebig ein. Der einzige Verlust eines Mi-24 ereignete sich am 7. Februar 1995, als peruanische Mi-24 Angriffe auf schwer befestigte ecuadorianische durchführten. Dabei wurde die peruanische Mi-24 durch zwei schultergestützte MANPADs 9K38 Igla getroffen. Hierbei starben alle drei Besatzungsmitglieder.
Bis 2011 kaufte Peru weitere 3 Mi-35 aus Russland.

### Sudanesischer Bürgerkrieg (1995–2005)
Im Jahr 1995 erwarb die sudanesische Luftwaffe sechs Mi-24, um sie gegen Rebellen im Südsudan einzusetzen. Mindestens 2 Mi-24 gingen bei Unfällen verloren. Im Frühjahr 2001 erwarb die sudanesische Luftwaffe weitere 12 Mi-24 und setzte diese in verschiedenen kleineren Konflikten mit Stämmen ein.

### Krieg in Somalia (2006–2009)
Im Rahmen des äthiopischen Eingreifens in den somalischen Bürgerkrieg waren etwa drei Mi-35 und zehn Mi-24D von der äthiopischen Luftwaffe im Konflikt eingesetzt. Ein äthiopischer Mi-24D wurde am 30. März 2007 in der Nähe des internationalen Flughafen Mogadischu abgeschossen.

### Irakischer Aufstand (nach Abzug der USA)
Der Irak bestellte im Sommer 2013 insgesamt 35 Mi-35M, als Teil eines größeren Waffendeals. Die erste Lieferung erfolgte auf Initiative des damaligen irakischen Premierministers Nuri al-Maliki im November 2013 mit einer Anzahl von 6 Mi-35.
Der erste Einsatz erfolgte gegen Lager des Islamischen Staats und Splittergruppen von Al-Qaida im Raum Ramadi und Falludscha.
Am 3. Oktober 2014 schossen IS-Terroristen mit schultergestützten HongYing-6 MANPADs im Raum um die Stadt Baiji einen irakischen Mi-35M ab. In Videos die von IS-Terroristen aufgenommen wurden, sind weitere 2 irakische MI-35M zu sehen, welche von leichten Flugabwehrkanonen abgeschossen werden.

### Annexion der Krim 2014 durch Russland
Während der russischen Annexion der Krim setzten die russischen Luftstreitkräfte 13 Mi-24 ein. Es kam zu keinen Kampfhandlungen.

### Krieg im Donbass (2014–2021)
Während der Belagerung von Slowjansk wurden zwei ukrainische Mi-24P von prorussischen Aufständischen abgeschossen. Das ukrainische Verteidigungsministerium gab bekannt, dass die Hubschrauber von MANPADS abgeschossen wurden.
Am 5. Mai 2014 musste ein weiterer ukrainischer Mi-24P, nachdem er im Raum Slowjansk beschossen wurde, hinter den eigenen Linien notlanden. Die ukrainischen Streitkräfte bargen beide Piloten und sprengten den Hubschrauber, da er fast vollständig zerstört worden war.
Ukrainische Mi-24 und Suchoi Su-25 führten während der Schlacht um den Donezker Flughafen unter Luftdeckung von MiG-29 zahlreiche Luftnahunterstützungsoperationen durch.
Am 13. Oktober 2018 schoss im Raum Lyssytschansk eine ukrainische Mi-24 eine russische Aufklärungsdrohne Orlan-10 mit Bordkanonenfeuer ab.

### Russischer Überfall auf die Ukraine
Beim russischen Überfall auf die Ukraine setzen beide Seiten Mi-24/35 ein. Bis zum 24. Juni 2023 gingen mindestens 17 russische und 7 ukrainische Mi-24/35 verloren.

## Rekorde
Mehrmals wurde mit dem Mi-24 der Geschwindigkeitsweltrekord für Hubschrauber gebrochen. Zunächst am 16. Juli 1975 mit 341,35 km/h auf einem 15/25-km-Kurs, dann zwei Tage später 334,46 km/h (Antrieb TW2-117A) auf einem 100-km-Kurs und 333 km/h auf einem 1000-km-Kurs. Insgesamt 18 Rekorde wurden durch die beiden Pilotinnen Galina Wiktorowna Rastorgujewa und Ljudmila Alexandrowna Poljanskaja mit dem Hubschrauber aufgestellt, darunter auch Steigrekorde auf 3000 und 6000 m. Nach drei Jahren mit Verbesserungen am Hubschrauber wurde durch den Piloten Gurgen Rubenowitsch Karapetjan am 21. September 1978 mit 368,40 km/h (TW3-Antrieb) ein weiterer Geschwindigkeitsrekord aufgestellt, der erst sechs Jahre später durch eine Westland Lynx gebrochen wurde. Für die Rekordflüge wurde einer der W-24-Prototypen zu einer als A-10 bezeichneten Maschine umgebaut. Dazu wurden die Panzerung, Bewaffnung sowie alle nicht unbedingt benötigten Komponenten ausgebaut, die Triebwerke auf eine höhere Leistung gebracht, die Flügel demontiert, aerodynamische Verkleidungen angebracht und Rotordämpfer eingebaut.

## Aufbau
Der Rumpf des Mi-24 ist eine vollständige Neuentwicklung. Er fasst in der Kabine acht Soldaten mit kompletter Ausrüstung. Alternativ können in der Kabine auch ein Satz Munition und ein bis zwei Waffenwarte untergebracht werden, um ein Aufmunitionieren während des Einsatzes zu ermöglichen. Auf beiden Seiten befinden sich nach oben und unten aufklappende Kabinentüren, die ein schnelles Ein- und Aussteigen bzw. Be- und Entladen ermöglichen. An der unteren Einstiegstür ist eine durchgehende Trittstufe montiert. Unter dem Kabinenboden befinden sich beschussfeste Tanks.
Trotz seiner vergleichsweise hohen Masse ist der Mi-24 ein relativ schneller Hubschrauber; nicht zuletzt, weil er im Gegensatz zu anderen Kampfhubschraubern über ein aerodynamisch günstiges Einziehfahrwerk verfügt. Dies führt allerdings zu schlechteren Notlandeeigenschaften, da das Ausfahren des Fahrwerkes bei geringer Flughöhe zu lang dauern kann. Um den Aufprall bei einer Notlandung zu minimieren, wird das nach hinten einklappende Bugfahrwerk nicht vollständig in den Rumpf eingefahren, sodass die Reifen teilweise sichtbar bleiben. Die ebenfalls nach hinten einfahrenden Hauptfahrwerksbeine verschwinden nach einer Drehung in den hinteren Fahrwerksschächten und werden von Klappen verdeckt.

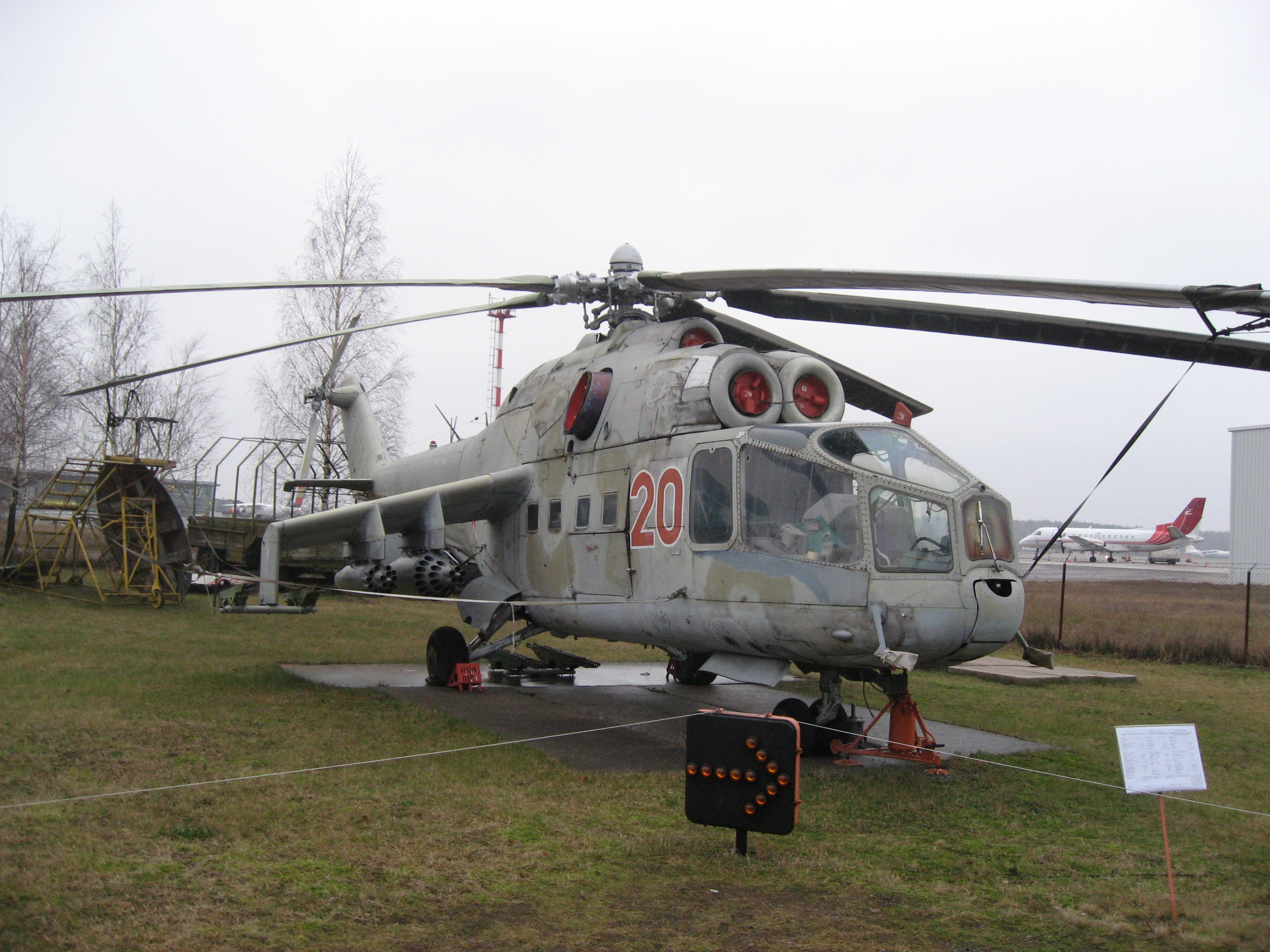
Frühe Version des Mil Mi-24A mit breitem Flugdeck

Die frühen Modellreihen verfügten noch über ein geräumiges Flugdeck für die aus Pilot, Copilot, taktischem Navigator und Beobachter bestehende Besatzung. Im Bug war ein einzelnes schwenkbares 12,7-mm-Maschinengewehr eingebaut. Ab dem Mi-24D wurde das Cockpit in zwei Kanzeln in Tandemanordnung unterteilt, wie es inzwischen bei den meisten Kampfhubschraubern üblich ist. In der vorderen Kanzel sitzt der Bordschütze/Waffensystemoffizier. Er besteigt die Kanzel über in den Rumpf eingelassene Stufen unterhalb der nach Steuerbord schwenkenden Klapphaube. Dahinter befindet sich erhöht die Kanzel des Piloten. Er erreicht diese über eingelassene Stufen und eine nach hinten aufschwingende Tür auf der Steuerbordseite. Die Frontscheiben beider Kanzeln sind plan und bis zum Kaliber 12,7 mm beschussfest. Zum weiteren Schutz der Besatzung sind seitlich Panzerplatten eingebracht. Ein Querschott zwischen beiden Kanzeln soll die Gefahr eines Rumpfbruches an dieser Stelle reduzieren. Außerdem sitzen beide Besatzungsmitglieder auf mit Aufprallschutz versehenen Panzersitzen. Am Bug befindet sich ein um 180° schwenkbares vierrohriges 12,7-mm-JakB-Maschinengewehr. Ab der Version Mi-24P wurde dieses MG durch eine starre zweirohrige 30-mm-Maschinenkanone GSch-30/II ersetzt.
Über der Kabine sind nebeneinander die beiden Wellenturbinen angeordnet. Die Triebwerkseinlässe werden von großen Kuppel-Abscheidern für Fremdkörper verdeckt. Leicht oberhalb zwischen den Triebwerken befindet sich der Ölkühler mit einem Einlass in Flugrichtung. Die Abgasrohre treten auf Höhe der Hinterkante der Kabinentür auf beiden Seiten aus. An diese können Maskierungsgeräte montiert werden, welche die heißen Abgase mit kalter Umgebungsluft mischen, um die Wärmesignatur zu reduzieren. Diese Konfiguration wurde später auch beim Mi-8 übernommen. Am hinteren Ende des Triebwerksbuckels ist quer zur Längsachse ein Hilfstriebwerk untergebracht. Dessen Lufteintritt befindet sich auf der Steuerbordseite, der Austritt auf der Backbordseite.
Der fünfblättrige Hauptrotor besteht aus einem Schmiedeteil aus Titan als Rotornabe, wobei die Rotorblätter hydraulisch über konventionelle Schlag- und Schwenkgelenke verstellt werden. Sie wurden bis zum Mi-24U aus einem Holm mit angeklebten Aluminiumtaschen gefertigt. Später bestanden die Hauptholme aus einem extrudierten Stahlrohr, das mit seiner D-Form die Nasenkante des Rotorblattes bildet. Diese Nasenkante ist elektrisch beheizbar. Das Profil hinter dem Holm ist eine Glasfaser-Wabenstützkern-Sandwich-Konstruktion. Alle Bauteile des Hauptrotors sollen 12,7-mm-Geschossen widerstehen können.
Der dreiblättrige Heckrotor befand sich bei der ersten Serienversion (Mi-24A) noch auf der Steuerbordseite, wurde dann aber auf die Backbordseite versetzt. Am Heck befinden sich zudem bewegliche Höhenflossen, ein Notsporn zur Vermeidung von Bodenberührungen des Heckauslegers und ein Antikollisionslicht.
Die Tragflächenstummel des Mi-24 tragen im Vorwärtsflug zu etwa 25 % zum Auftrieb bei. Umgekehrt bedeutet dies aber auch, dass es bei scharfen Wendungen mit niedriger Geschwindigkeit zu übermäßigen Auftriebsverlusten und Rollen des Helikopters kommen kann. In diesen Flugsituationen muss daher besonders aufmerksam und vorsichtig manövriert werden.
Der Mil Mi-24 hat ab der Version Mi-24D am Bug eine markante Sensorsonde für Messungen von Fluggeschwindigkeit, Gier- und Anstellwinkel. Ergänzt werden die Fluglageinstrumente durch zwei elektrisch beheizte Pitotrohre auf beiden Seiten der Kanzel des Bordschützen. Am Heckausleger befinden sich eine Antenne für das Instrumentenlandesystem, ein Kreiselkompass und ein Funkhöhenmesser. Außerdem sind Systeme zur Warnung vor gefährlichen Flugzuständen vorhanden. Im Notfall kann auch der Bordschütze die Steuerung des Hubschraubers übernehmen.
Für die Waffenanlage sind an der Unterseite des Bugs steuerbord ein optisches Sensorenpaket mit einem Restlichtverstärker und einem Infrarot-Zeilenabtaster angebracht. An der Unterseite backbord ist eine Radarlenkanlage für die Panzerabwehrraketen angebracht. Ein Laserzielmarkierer befindet sich an der Endplatte des Backbord-Stummelflügels. Für den Waffeneinsatz verfügt der Mi-24 über einen mit der Visiereinrichtung gekoppelten Waffenrechner. Die Bedienung der Waffenanlage ist auch durch den Piloten aus der hinteren Kanzel möglich. Am Bug und am Heck befinden sich je eine Antenne für die Freund-Feind-Erkennung. Für die Kommunikation über Funk sind eine Drahtantenne vom Anfang des Heckauslegers bis zu den Höhenflossen und weitere Ultrakurzwellen-Antennen auf der Oberseite des Heckauslegers angebracht. Außerdem verfügt der Mi-24 über ein Kartennavigationssystem auf Basis des Doppler-Bodenradars DISS-15D. Die Antennen des Bodenradars befinden sich unter dem Heckausleger.
Erfahrungen in den hohen Gebirgszügen Afghanistans zeigten in den 1980er-Jahren, dass der Mi-24A/D bei voller Bewaffnung über unzureichende Leistung verfügte. Deswegen wurden mit dem Mi-24W stärkere Triebwerke und Sandfilter zum Schutz der Triebwerke verbaut. Um trotz dieser Leistungssteigerung länger fliegen zu können, bauten die Fronteinheiten Sitze und Panzerung in der Truppenkabine aus und füllten die Tanks nicht mehr als zu zwei Dritteln. Zudem wurden von der immensen Bewaffnung nur zwei Raketen-Rohrstartbehälter, zwei Panzerabwehrlenkraketen und 500 Schuss Munition mitgeführt, letzteres auch wegen der Störanfälligkeit bei langem Dauerfeuer des MG. Mit der Überschreitung der zugelassenen Flugparameter und einer Überlastung der Hauptrotoren konnten die Piloten steiler in engen Tälern abtauchen. Bei Manövern mit hohen Lastvielfachen und hohem Anstellwinkel konnte es zu einem Strömungsabriss der Hauptrotorblätter mit einem Durchsacken der Maschine kommen. In einer solchen Situation oder beim Ausleiten aus einem Manöver mit einem hohen Lastvielfachen konnte es zur Berührung der Hauptrotorblätter mit dem Heckrotorausleger kommen.

## Versionen

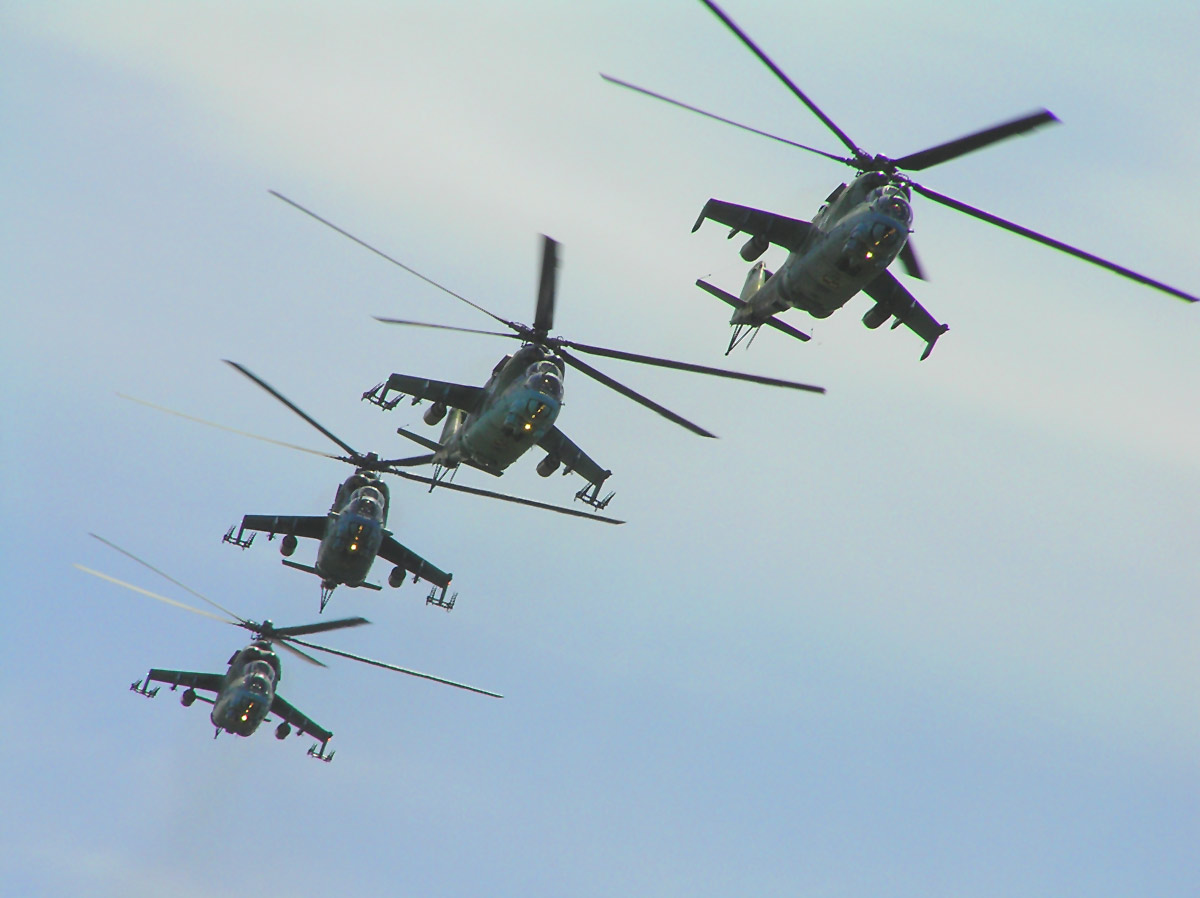
Die Standardvariante in den 1980er-Jahren, der Mi-24D

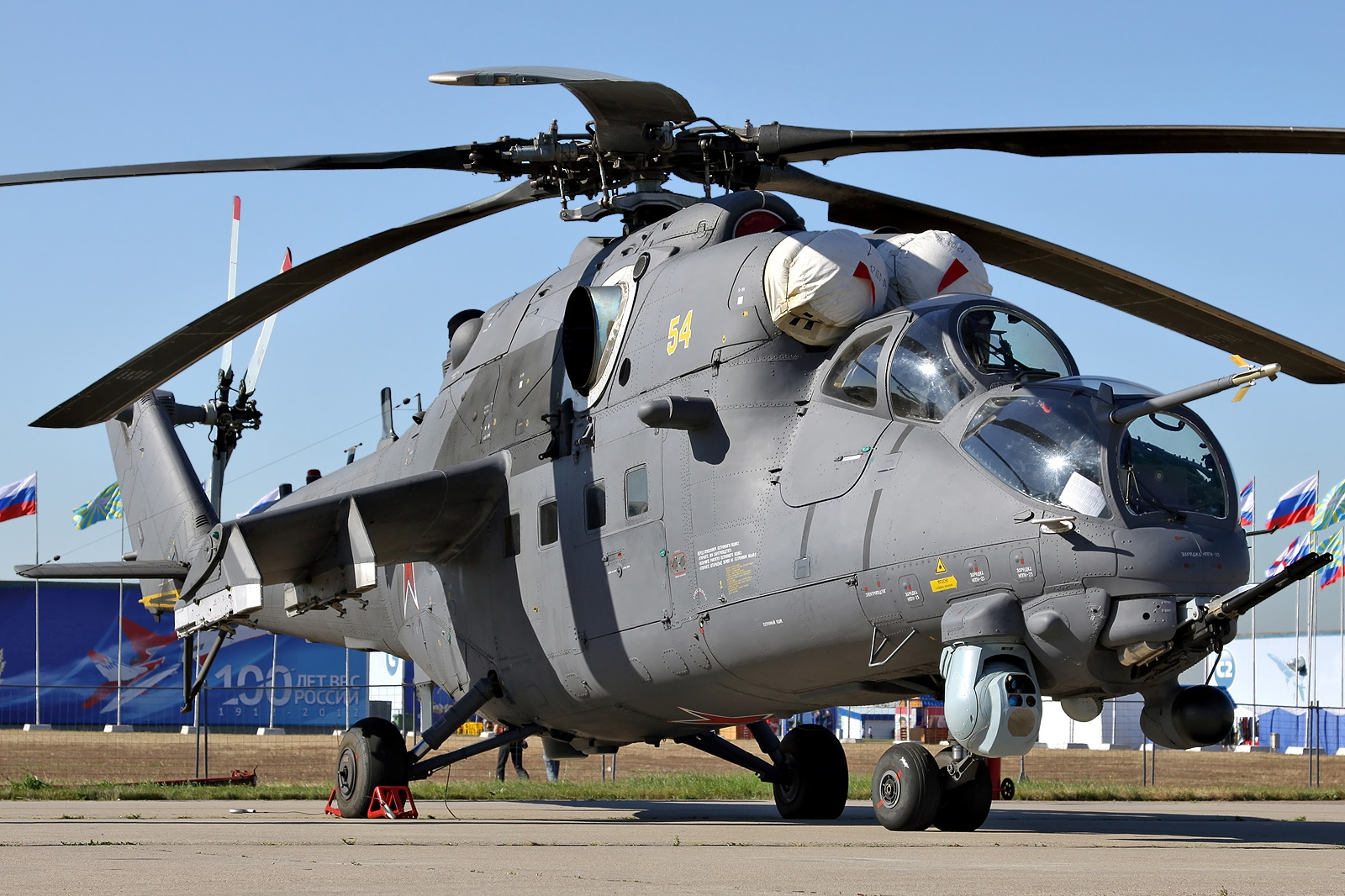
Die aktuell ausgelieferte Mi-35M-Variante

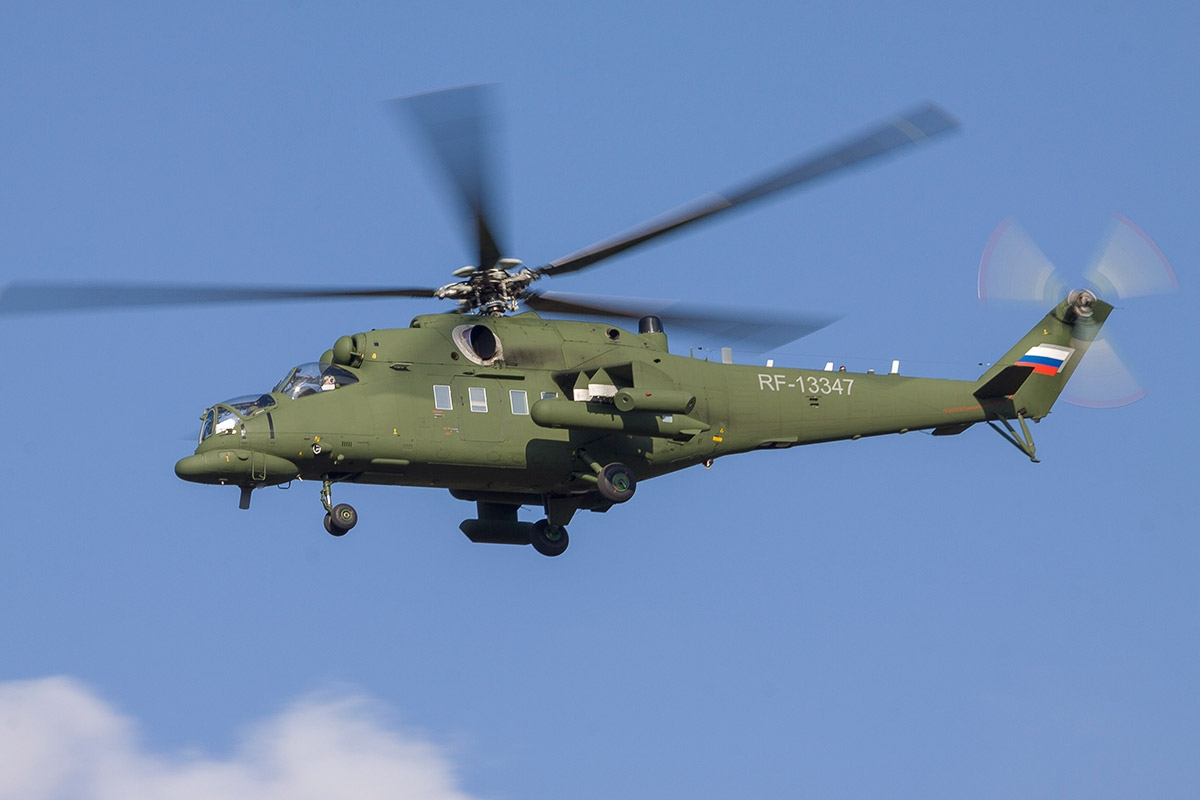
Mi-35MS-Variante

- W-24 – zwei Prototypen mit Isotow-TW3-117A-Wellenturbinen. Erstflug am 15. September 1969.
- Mi-24A (Isdelije 245) (NATO-Codename: „Hind-B“) – Erste Serienversion mit zwei Isotow-TW3-117WM-Wellenturbinen und durchgehender Kabine.
- Mi-24B (Isdelije 241) „Hind-A“ – kampfwertgesteigerter Mi-24A, wurde zugunsten des Mi-24D aufgegeben.
- A-10 („Hind-A/C“) – Rekordversion
- Mi-24U (Isdelije 244) „Hind-C“ – Ausbildungs- und Trainerversion des Mi-24A aus dem Jahr 1974 ohne Kanonenbewaffnung.
- Mi-24D (Isdelije 246) „Hind-D“ – schwerbewaffneter Kampfhubschrauber mit vierläufigem 12,7-mm-MG JakB im Kinnturm.
- Mi-24DU (Isdelije 249) „Hind-D“ – unbewaffnete Schulversion des Mi-24D mit Doppelsteuerung.
- Mi-24E – Version für die Umweltüberwachung.
- Mi-24K (Isdelije 201) „Hind-G2“ – ab 1979 gebaute Version mit großer Kamera und Objektiv in der Kabine für Artillerieaufklärung.
- Mi-24KD – ab Mitte der 1980er Jahre gebaute verbesserte Version der Mi-24K.
- Mi-24RChR (Isdelije 2462) „Hind-G1“ – Version zur Aufklärung von ABC-Kontamination. Ab 1978 aus Mi-24D gebaut. Einige verbesserte Mi-24RA wurden zwischen 1989 und 1990 gebaut.
- Mi-24P (Isdelije 243) „Hind-F“ – Kampfhubschrauber mit zweiläufiger 30-mm-Kanone auf der rechten Rumpfseite.
- Mi-24PN – aufgerüsteter Mi-24P mit Nachtsichtausrüstung (BREO-24) vorne in der Nase und 9M120-PALR.
- Mi-24PS (Isdelije 352) – Umbauversion des Mi-24W als Rettungs- und Polizeihubschrauber (Patrul'nospasatelny: „patrouillieren/retten“) für das russische Innenministerium MWD bzw. deren paramilitärische Polizeieinheiten. Der erste Prototyp wurde im Jahr 1995 aus einem Mi-24P umgebaut, der zweite aus einem Mi-24W. Bei den Umbauten wurden die optischen Zielsysteme, die Bordkanonen sowie die Endplatten mit den PALR-Werfern nicht montiert. Hinzugefügt wurden ein moderner FLIR-Turm, ein Dutzend Lautsprecher in einem Block, ein FPP-7-Scheinwerfer, eine LPG-4-Rettungswinde für 120 kg Last, vier Abseilpunkte, um vier Personen gleichzeitig abseilen zu können, sowie weitere Steigbügel um die Kabine herum. Hinzu kam der Austausch der militärischen Funkgeräte gegen Satellitenkommunikation und verschlüsselte Polizeifunkgeräte. Die Farbgebung erfolgte in weiß mit blauen Titeln russisch Милиця („Milizia“).
- Mi-24W (Isdelije 242) „Hind-E“ – verbesserte Version des Mi-24D mit 9M114-Schturm-W-Panzerabwehrraketen und Selbstschutzausrüstung.
- Mi-24WK-1/2 – Mi-24W mit Noktjurn GOES-342-FLIR-Turm und 9M120-PALR aufgerüstet.
- Mi-24WP (Isdelije 258) „Hind-H“ – aus dem Mi-24W abgeleitete Version mit geänderter Bugstruktur für die Aufnahme einer GSch-23L von 1985; Vorläufer des Mi-24WM
- Mi-24WM – mit Verbesserungen Block 1–5 (Rotorblätter und Heckrotor des Mil Mi-28, 9M120-PALR, Klimow-WK-2500-Turbine und FLIR-Turm) aufgerüstete Version des Mi-24W.
- Mi-24PK-2 – mit Verbesserungen Block 1–5 aufgerüstete Version des Mi-24P.
- Mi-25 („Hind-D“) – Exportversion des Mi-24D.
- Mi-35 („Hind-E“) – Exportversion des Mi-24W.
- Mi-35D – verbesserte Exportvariante.
- Mi-35M („Hind-E“) – Exportversion der Nachtangriffsvariante Mi-24WM mit dem Rotorsystem des Mil Mi-28 und den stärkeren Wellenturbinen Klimow WK-2500. Mit komplett neuem Avionik- und Sensorpaket mit GOES-342-FLIR und GPS/GLONASS-Navigationssystem. Unterversionen (Block 1 bis Block 5) mit unterschiedlichen Bewaffnungsoptionen.
- Mi-35MS fliegender Kommandostand.
- Mi-35P („Hind-F“) – Exportversion des Mi-24P.
- Mi-35PN – Exportbezeichnung des Mi-24PN.
- Mi-35PS – Variante des Mi-24PS, basierend auf der Mi-24W.
- Mi-35U – unbewaffnete Export-Trainerversion.
- ATE „SuperHind“ Mk.III – Upgrade des südafrikanischen Unternehmens Advanced Technologies & Engineering Co. (PTY) mit verbesserter Avionik und Bewaffnung. Seit November 2003 ist der „Superhind G“ auf dem Markt. Der Hubschrauber ist eine Gemeinschaftsentwicklung verschiedener Avionikunternehmen. Er kann mehr Last aufnehmen, ist schneller und effektiver als das Basismodell.
- Mi-PSW – Experimentalhubschrauber auf der Basis des Mi-24.

## Technische Daten

Dreiseitenriss Mi-24

| Kenngröße             | Daten Mil Mi-24D                                             | Daten Mil Mi-35M                  |
| --------------------- | ------------------------------------------------------------ | --------------------------------- |
| Besatzung             | 2–3 (1 Pilot, 1 Schütze (Operator), 1 Bordtechniker)         | 2 (1 Pilot, 1 Schütze (Operator)) |
| Passagiere            | 8 vollausgerüstete Soldaten bzw. 10 Soldaten ohne Ausrüstung | 8 vollausgerüstete Soldaten       |
| Rotorkreisdurchmesser | 17,30 m                                                      | 17,30 m                           |
| Hauptrotorfläche      | 235 m²                                                       | 235 m²                            |
| Heckrotordurchmesser  | 3,90 m                                                       | 3,91 m                            |
| Rumpflänge            | 17,30 m                                                      | 17,51 m                           |
| Höhe                  | 4,44 m                                                       | 3,97 m                            |
| Kabinenhöhe           | 1,20 m                                                       |                                   |
| Kabinenlänge          | 2,61 m                                                       |                                   |
| Kabinenbreite         | 1,47 m                                                       |                                   |
| Radstand              | 4,63 m                                                       | 4,39 m                            |
| Spurbreite            | 3,44 m                                                       | 3,03 m                            |
| Leermasse             | 8.400 kg                                                     | 8.354 kg                          |
| Startmasse            | normal 10.900 kg max. 11.500 kg                              |                                   |
| Triebwerk             | 2× Gasturbine Klimow TW3-117A                                | 2× Gasturbine Klimow WK-2500-02   |
| Leistung              | je 1.619 kW (2.200 PS)                                       | je 1.619 kW (2.200 PS)            |
| Höchstgeschwindigkeit | 315 km/h (max. Startmasse) 335 km/h (norm. Startmasse)       | 300 km/h                          |
| Marschgeschwindigkeit | 260 km/h                                                     | 220 km/h                          |
| Steiggeschwindigkeit  | 12,5 m/s                                                     |                                   |
| Gipfelhöhe            | 4.500 m                                                      | 5.400 m                           |
| Reichweite            | 750 km                                                       | 970 km                            |

## Sensoren
Der Mi-24 verfügt über eine Reihe von passiven und aktiven Sensoren für Zielaufklärung und Zielbeleuchtung für den Waffeneinsatz.
Das Leitgerät Raduga-F in den Mi-24D/P/W und Mi-35 dient der Geländebeobachtung sowie dem Suchen, Erkennen und Identifizieren von Zielen mittels Fernseh- und Wärmebild. Es übernimmt anschließend die manuelle oder halbautomatische Lenkung der Panzerabwehr-Lenkflugkörper bis zum ausgewählten Ziel. Die Sicht ist mit maximal 18° Abweichung auf beiden Seiten bei einer maximalen Reichweite von 5 km eng nach vorne begrenzt. Das Gehäuse befindet sich rechts unterhalb des Kinnturms.
Der Mi-35M verfügt zusätzlich über das GOES-342. Das elektro-optische System des GOES (Gyrostabilised Optical Electronic System) besteht aus einer kreiselstabilisierten Sensorkugel mit einer Videokamera und einem gekoppelten Wärmebildgerät (WBG). Darin ist auch ein Laserentfernungsmesser als Indikator für das Waffenleitsystem eingebaut.

## Bewaffnung

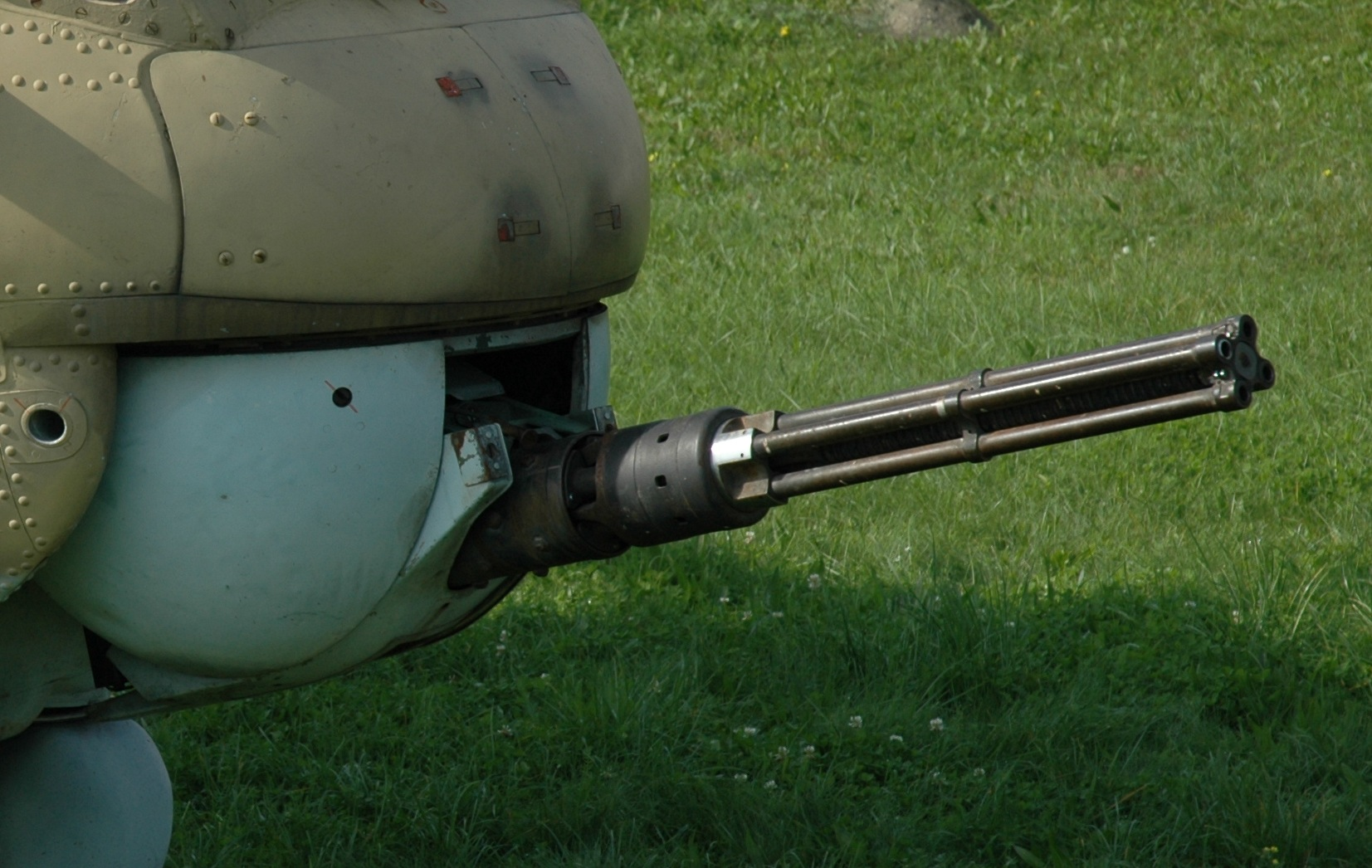
Kinnturm-MG JakB-12,7

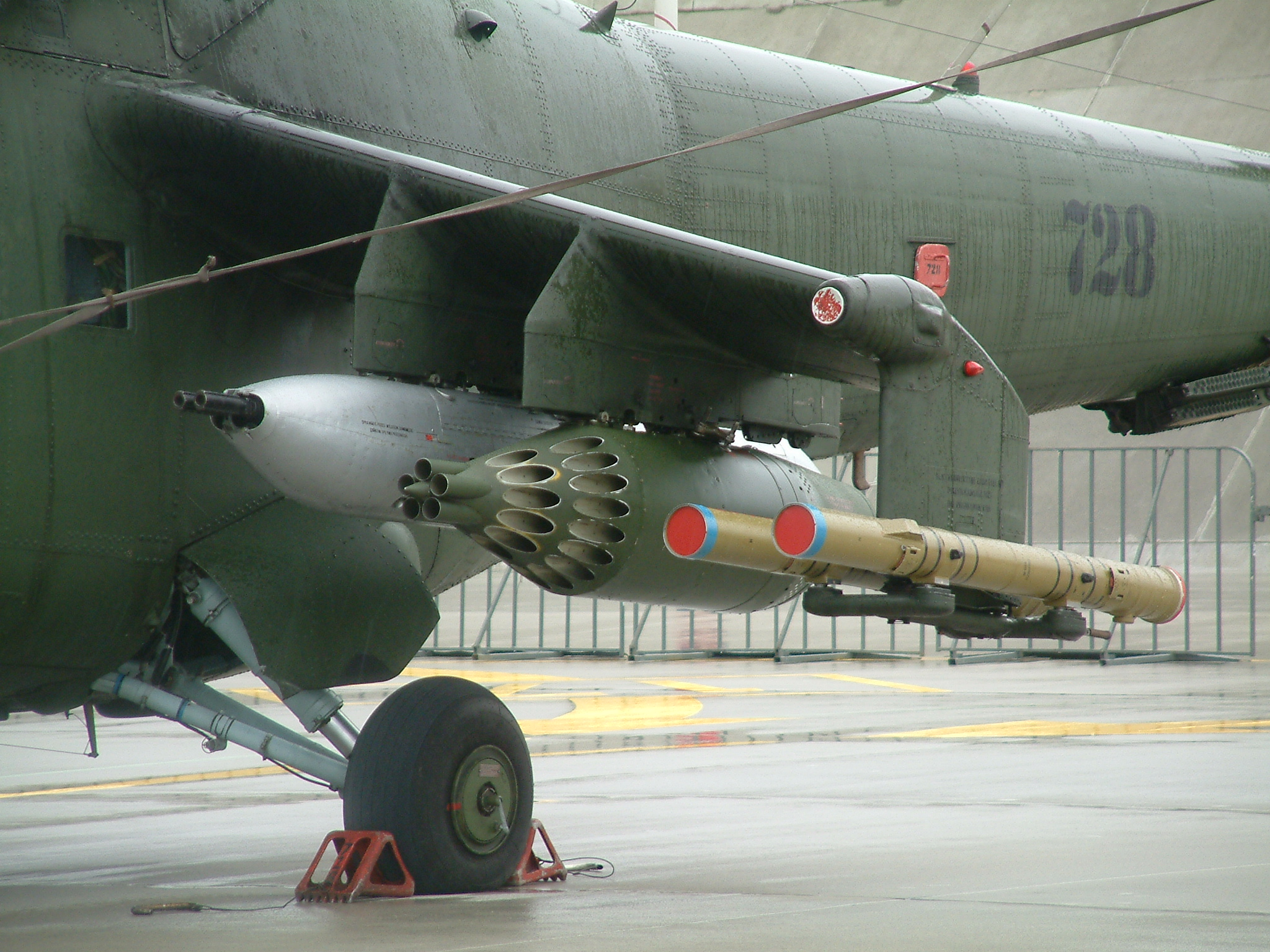
Ein Doppelstartschienengestell für 9M114-„Schturm“-Lenkflugkörper (rechts), mittig ein UB-32A-24-Raketen-Rohrstartbehälter und links ein UPK-23-250-Maschinenkanonen-Behälter

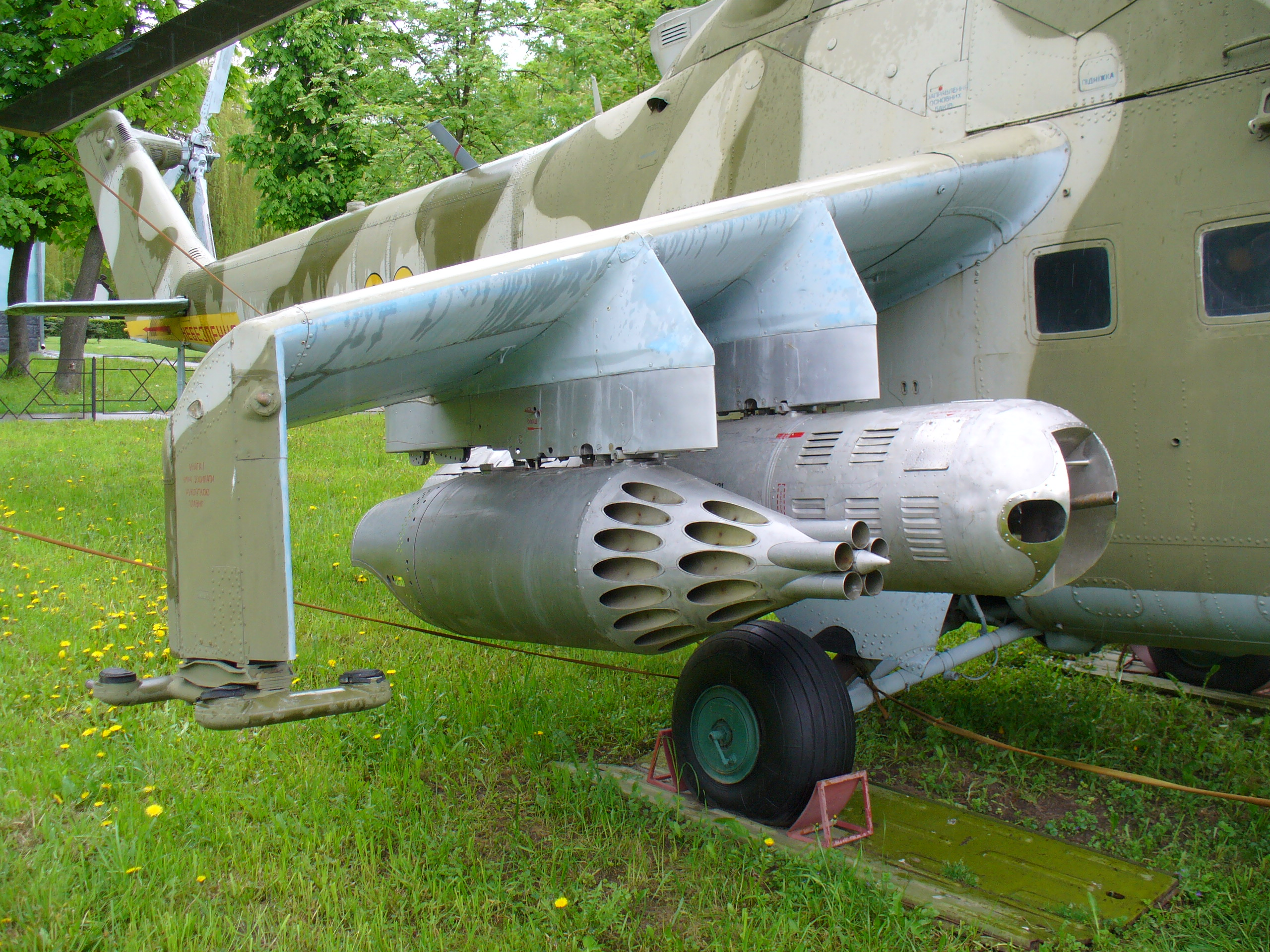
Ein UB-32A-24-Raketen-Rohrstartbehälter (links) sowie ein GUW-8700-Universalbehälter

Festinstallierte Rohrbewaffnung im Bug
- 1 × 12,7-mm-Maschinengewehr Afanasjew A-12,7 (TBK-481M), beschränkt beweglich in einer NUW-1-Lafette in der Bugspitze eingebaut mit 200 Schuss Munition (Mi-24A)
- 1 × vierläufiges 12,7-mm-Gatling-Maschinengewehr Jakuschew/Borsow JakB-12,7 (9A624) in einem schwenkbaren halbkugelförmigen USPU-24-Kuppelturm mit 1470 Schuss Munition (Mi-24D/W)
- 1 × doppelläufige 30-mm-Maschinenkanone Grjasew-Schipunow GSch-30-2K (9А623) in einer steuerbords starr eingebauten NPU-30-Halterung mit 470 Schuss Munition (Mi-24P)
- 1 × doppelläufige 23-mm-Maschinenkanone Grjasew-Schipunow GSch-23L (9А472) in schwenkbarem halbkugelförmigem NPPU-24-Turm mit 450 Schuss Munition (Mi-24WP/WM, Mi-35M)

Waffenzuladung von 1000 kg an vier BDZ-57KrW-Pylonen unter beiden Stummelflügeln
Luft-Luft-Lenkflugkörper
- 2 × 9K38W-Doppelstarter mit je 2 × GosMKB Wympel JSC 9K38W Igla-W – infrarotgesteuert für Kurzstrecken (ab Mi-24WM & Mi-35M)[39]

Luft-Boden-Lenkflugkörper
- 4 × Startschienengestell mit je 2 × Kolomna 9M114M1 „Schturm“ – funkferngesteuerter (SACLOS) Panzerabwehr-Lenkflugkörper (ab Mi-24W und Mi-35)
- 2 × APU-8/4-U-Startschienengestell mit je 8 × Kolomna 9M120F „Ataka-W“ – funkferngesteuerter (SACLOS) Panzerabwehr-Lenkflugkörper (ab Mi-24WP und Mi-35M)
- 2 × 2P32M-Startschienengestell mit je 2 × Nudelman 9M17P „Falanga-PW“ – funkferngesteuerter (SACLOS) Panzerabwehr-Lenkflugkörper (nur Mi-24A/Mi-24D)

Ungelenkte Luft-Boden-Raketen
- 4 × UB-16-57UM-Raketen-Rohrstartbehälter mit je 16 ungelenkten Luft-Boden-Raketen S-5; Kaliber 57 mm
- 4 × UB-32A-24-Raketen-Rohrstartbehälter mit je 32 ungelenkten Luft-Boden-Raketen S-5; Kaliber 57 mm
- 4 × B-8W-20-A-Raketen-Rohrstartbehälter mit je 20 ungelenkten Luft-Boden-Raketen S-8; Kaliber 80 mm
- 4 × RML-122(Grad-L)-Raketen-Rohrstartbehälter mit je 4 ungelenkten Luft-Boden-Raketen LR-122 (JROF-122-L); Kaliber 122 mm (ab Mi-24W)
- 4 × B-13L1-Raketen-Rohrstartbehälter mit je 5 ungelenkten Luft-Boden-Raketen S-13; Kaliber 122 mm (nur Mi-24WP, Mi-35)
- 4 × APU-68UM3-Startschienen mit je einer ungelenkten Luft-Boden-Rakete S-24B; Kaliber 240 mm (235 kg)

Freifallende Bomben
- 2 × FAB-500SchNW (500-kg-Freifallbombe)
- 2 × ZB-500 (500-kg-Brandbombe)
- 2 × ODAB-500PMW (500-kg-Aerosolbombe)
- 2 × RBK-500 (500-kg-Streubombe)
- 4 × Basalt FAB-250M-54 (234-kg-Freifallbombe)
- 4 × OFAB-250 (250-kg-Freifallbombe)
- 4 × RBK-250-275 (275-kg-Streubombe)
- 4 × Basalt FAB-100 (100-kg-Freifallbombe)
- 4 × OFAB-100 (100-kg-Freifallbombe)
- 4 × CCP-100-70 (100-kg-Übungsbombe mit Betonmantel)

Externe Behälter
- 2 × Basalt KMGU-2 (270-kg-Submunitionsbehälter für Kleinbomben und Minen)
- 2 × UPK-23-250-Maschinenkanonen-Behälter (doppelläufige 23-mm-Maschinenkanone GSch-23L mit 250 Schuss Munition)
- 2 × GUW-8700 (9A669) Universalbehälter für ein JakB-12,7-mm-MG (9A624 analog Kinnturm), 750 Schuss Munition und zwei vierläufige Gatling-Maschinengewehre GSchG 7,62 mm (9A622) mit 1.800 Schuss Munition
- 2 × GUW-8700 (9A800) Universalbehälter für einen automatischen 30-mm-Granatwerfer AG-17A Plamja mit 300 Granaten[40]
- 4 × abwerfbare Zusatz-Treibstofftanks PTB-450 mit 450 Litern Kerosin

## Selbstverteidigungssysteme
Aufgrund der Erfahrungen aus dem Einsatz in Afghanistan versah die Sowjetarmee ihre Mi-24D mit zwei in Doppelreihe angeordneten Täuschkörperwerfern. Der Mi-24 verfügt für den Selbstschutz weiterhin über Infrarot-Störstrahler und Warnsysteme.

### Mi-24D und Mi-24W
Aktive Maßnahmen
- 4 × Täuschkörperwerfer Artem ASO-2W mit je 32 × 26-mm-Täuschkörpern (feldmäßig mit Kabelschellen am Ende des Heckauslegers nach unten gerichtet befestigt)
- 1 × Infrarot-Störstrahler (IRCM) Sagorski Optisch- und Mechanisches Werk (SOMS) L-166W-1AE „Ispanka“ („Hot Brick“ auf dem hinteren Rumpfrücken zu Beginn des Heckauslegers)[41]

Passive Maßnahmen
- 2 × Abgaskühldiffusoren (Infrarotunterdrückungs-Abgasluftkühler „EWU“) am Ende der doppelwandigen Abgasrohre
- 2 × SRO-2 „Chrom“-Freund-Feind-Erkennungssensor (IFF)
- 2 × EKSP-39-Signalraketenwerfer für je vier verschiedenfarbige Signalraketen im Heckausleger

### Mi-24P/Mi-35
Aktive Maßnahmen
- 6 × Täuschkörperwerfer Artem ASO-2W mit je 32 × 26-mm-Täuschkörpern (teils in aerodynamisch abgewinkelter Verkleidung oberhalb des Fahrwerks)
- 1 × Infrarot-Störstrahler (IRCM) SOMS L-166W-11E „Ispanka“ oder SOEP-W1AE „Lipa“

Passive Maßnahmen
- 2 × Abgaskühldiffusoren (Infrarotunterdrückungs-Abgasluftkühler „EWU“) an den Enden der doppelwandigen Abgasrohre
- 1 × LIP-Radarwarnsensor[42]
- 2 × SRO-2M „Chrom“-Freund-Feind-Erkennungssensor (IFF)
- 2 × EKSP-39-Signalraketenwerfer für je vier Signalraketen (Rot, Orange, Grün und Gelb) beidseitig im Heckausleger integriert

## Nutzerstaaten

### Aktuelle Nutzer
- Ägypten – Mit Stand Januar 2020 befinden sich mindestens 2 (9?) Mi-24 im Dienst (Borg El Arab Luftwaffenbasis). Offiziell gab es keine Lieferung an Ägypten (aus Libyen?).[43][44]
- Afghanistan – 2018 befanden sich 4 Mi-35 im Dienst.[45] Im August 2024 zeigten die Taliban bei einer Parade am Flugplatz Bagram drei Mil Mi-24.[46]:240
- Algerien – Mit Stand Januar 2018 befanden sich 31 Mi-24 im Dienst.[45]:327
- Angola – Mit Stand Januar 2018 befanden sich 34 Mi-24 und 22 Mi-35 im Dienst.[45]:446
- Äquatorialguinea – Mit Stand Januar 2018 befanden sich 5 Mi-24P/W im Dienst.[45]:461
- Armenien – Mit Stand Januar 2018 befanden sich 7 Mi-24P, 2 Mi-24K und 2 Mi-24R im Dienst.[45]:182
- Aserbaidschan – Mit Stand Januar 2018 befanden sich 26 Mi-24 und 24 Mi-35M im Dienst.[45]:183,184
- Äthiopien – Mit Stand Januar 2018 befanden sich 15 Mi-24 und 3 Mi-35 im Dienst.[45]:463
- Brasilien – Mit Stand Januar 2018 befanden sich 12 Mi-35M im Dienst.[45]:393
- Bulgarien – Mit Stand Januar 2018 befanden sich 6 Mi-24D/W im Dienst.[45]:89
- Burkina Faso – Mit Stand Januar 2018 befanden sich 2 Mi-35 im Dienst.[45]:449
- Burundi – Mit Stand Januar 2018 befanden sich 2 Mi-24 im Dienst.[45]:450
- Demokratische Republik Kongo – Mit Stand Januar 2018 befanden sich 4 Mi-24 und 3 Mi-24W im Dienst.[45]:458
- Elfenbeinküste – Ab dem Januar 2018 befindet sich 1 Mi-24 im Dienst.[45]:457
- Georgien – Mit Stand Januar 2018 befanden sich 6 Mi-24 im Dienst.[45]:187
- Guinea – Mit Stand Januar 2018 befanden sich 4 Mi-24 im Dienst.[45]:467
- Indien – Mit Stand Januar 2018 befanden sich 19 Mi-25/Mi-35 im Dienst der Indian Air Force.[45]:215
- Indonesien – Mit Stand Januar 2018 befanden sich 6 Mi-35P im Dienst.[45]:267
- Irak – Mit Stand Januar 2018 befanden sich 13 Mi-35M im Dienst.[45]:338
- Kamerun – Mit Stand Januar 2018 befanden sich 2 Mi-24 im Dienst.[45]:452
- Kasachstan – Mit Stand Januar 2018 befanden sich 20 Mi-24W und 4 Mi-35M im Dienst.[45]:189
- Kirgisistan – Mit Stand Januar 2018 befanden sich 2 Mi-24 im Dienst.[45]:190
- Kuba – Mit Stand Januar 2018 befanden sich 4 Mi-35 im Dienst.[45]:402
- Libyen – Ab dem Januar 2018 befindet sich eine unbekannte Anzahl an Mi-24 und Mi-35 im Dienst.[45]:350
- Mali – Mit Stand Januar 2018 befanden sich 2 Mi-24D und 2 Mi-35M im Dienst.[45]:473
- Myanmar – Mit Stand Januar 2018 befanden sich 10 Mi-35P im Dienst.[45]:288
- Namibia – Mit Stand Januar 2018 befanden sich 2 Mi-25 im Dienst.[45]:477
- Niger – Mit Stand Januar 2018 befanden sich 2 Mi-35P im Dienst.[45]:478
- Nigeria – Mit Stand Januar 2018 befanden sich 2 Mi-24P, 4 Mi-24W, 3 Mi-35, 2 Mi-35P und 2 Mi-35M im Dienst der Luftwaffe.[45]:479
- Nordmazedonien – Mit Stand Januar 2018 befanden sich 4 Mi-24W im Dienst der Luftwaffe.[45]:127
- Pakistan – Mit Stand Januar 2018 befanden sich 4 Mi-35M im Dienst.[45]:292
- Peru – Mit Stand Januar 2018 befanden sich 16 Mi-25 und 2 Mi-35P im Dienst.[45]:420
- Polen – Mit Stand Januar 2018 befanden sich 28 Mi-24D/W im Dienst innerhalb des 49. PSB (Pułk Śmigłowców Bojowych) in Pruszcz Gdański und 56. PSB in Inowrocław.[45]:136
- Ruanda – Mit Stand Januar 2018 befanden sich 2 Mi-24W und 3 Mi-24P im Dienst.[45]:481
- Russland – Am 7. März 2019 befanden sich mindestens 127 Mi-24W/P und über 74 Mi-35M im Dienst der russischen Luftstreitkräfte.[47][48]
- Senegal – Mit Stand Januar 2018 befanden sich 2 Mi-35P im Dienst.[45]:482
- Serbien – Mit Stand Januar 2018 befanden sich 2 Mi-24 im Dienst.[45]:144 Bis 2020 kamen 4 Mi-35M dazu. Es ist geplant, 11 weitere Mi-35P aus Zypern anzuschaffen.[49]
- Simbabwe – Mit Stand Januar 2018 befanden sich 4 Mi-35 und 2 Mi-35P im Dienst.[45]:496
- Sri Lanka – Mit Stand Januar 2018 befanden sich 6 Mi-24P, 3 Mi-24W und 2 Mi-35 im Dienst.[45]:302
- Sudan – Mit Stand Januar 2018 befanden sich 25 Mi-24, 2 Mi-24P, 7 Mi-24W und 6 Mi-35P im Dienst.[45]:490
- Südsudan – Mit Stand Januar 2018 befanden sich 2 Mi-24W und 3 Mi-24W-SMB im Dienst.[45]:488
- Syrien – Mit Stand Januar 2018 befanden sich 24 Mi-25 im Dienst.[45]:363
- Tadschikistan – Mit Stand Januar 2018 befanden sich 4 Mi-24 im Dienst.[45]:207
- Tschad – Mit Stand Januar 2018 befanden sich 5 Mi-24W im Dienst.[45]:455
- Turkmenistan – Mit Stand Januar 2018 befanden sich 10 Mi-24P im Dienst.[45]:209
- Uganda – Ab dem Januar 2018 befindet sich 1 Mi-24 im Dienst.[45]:494
- Ungarn – Mit Stand Januar 2018 befanden sich 3 Mi-24D, 6 Mi-24W und 2 Mi-24P im Dienst, die auf dem 86. Hubschrauberstützpunkt in Szolnok stationiert sind.[45]:115
- Ukraine – Seit dem russischen Überfall auf die Ukraine 2022 werden zur Verfügung stehende Mi-24-Modelle vonseiten der ukrainischen Streitkräfte im Abwehrkampf eingesetzt.[50] 24 Mi-24 Stand 2024[51]
- Usbekistan – Mit Stand Januar 2018 befanden sich 29 Mi-24 im Dienst.[45]:215
- Belarus – Mit Stand Januar 2018 befanden sich 12 Mi-24 im Dienst.[45]:186
- Venezuela – Mit Stand Januar 2018 befanden sich 10 Mi-35M-2 im Dienst.[45]:424
- Vietnam – Mit Stand Januar 2018 befanden sich 26 Mi-24 im Dienst der Luftwaffe.[45]:311
- Zypern – Mit Stand Januar 2018 befanden sich 11 Mi-35P im Dienst der Nationalgarde.[45]:92

### Ehemalige Nutzer
- Deutsche Demokratische Republik: 42 × Mi-24D, 12 × Mi-24P. Von 1978 bis 1989 an die NVA geliefert, Einsatz in den Kampfhubschraubergeschwadern KHG-3 und KHG-5 der Armeefliegerkräfte. Die beiden KHG stellten regelmäßig auf grenznahen Stützpunkten im Rahmen des Diensthabenden Systems der Luftverteidigung Hubschrauber ab.[52] 3 Verluste.
- Deutschland: 51 von der NVA übernommen. Nach der Wiedervereinigung wurden einige Mi-24 der NVA bei der Wehrtechnischen Dienststelle 61 der Bundeswehr erprobt, je ein Mi-24D und P gingen zur Feinddarstellung an die US-Armee. Die restlichen wurden bei der Heeresfliegerstaffel (HFS) Ost und HFS 80 im nichtregulären Dienst geflogen und schließlich am 14. September 1994 außer Dienst gestellt. 18 Mi-24D wurden an Polen abgegeben und beim 49. PSB (Kampfhubschrauberregiment) in Pruszcz Gdański eingesetzt. Ungarn übernahm die übriggebliebenen Mi-24 – sofern sie nicht an Museen abgegeben wurden – als Ersatzteilspender.[53]
- Dschibuti – Spätestens bis zum Januar 2018 ausgemustert.[45]:460
- Jemen – Spätestens bis zum Januar 2018 ausgemustert.[45]:370
- Mongolei – Spätestens bis zum Januar 2018 ausgemustert.[45]:286
- Nordkorea – Spätestens bis zum Januar 2018 ausgemustert.[45]:277
- Kroatien – Spätestens bis zum Januar 2018 ausgemustert.[45]:91
- Mosambik – Spätestens bis zum Januar 2018 nicht mehr einsatzbereit.[45]:476
- Nicaragua – Spätestens bis zum Januar 2018 ausgemustert.[45]:415
- Republik Kongo – Spätestens bis zum Januar 2018 ausgemustert.[45]:456
- Sierra Leone – Spätestens bis zum Januar 2018 ausgemustert.[45]:483
- Slowakei – Spätestens bis zum Januar 2018 ausgemustert.[45]:146
- Tschechoslowakei: 61 × Mi-24 zwischen 1978 und 1989 beschafft (28 Mi-24D, 31 Mi-24W, 2 Mi-24DU). Stationiert waren sie beim 51. Hubschraubergeschwader (Vrtulnílovy pluk) in Prostejov und beim 11. Hubschraubergeschwader in Líne. 5 Verluste durch Absturz, die restlichen 56 wurden nach der Teilung der Tschechoslowakei zwischen Tschechien und der Slowakei im Verhältnis 2:1 aufgeteilt.[54] Die letzten 7 Mi-35 wurden am 15. Oktober 2023 offiziell außer Dienst gestellt.[55]

## Bilder

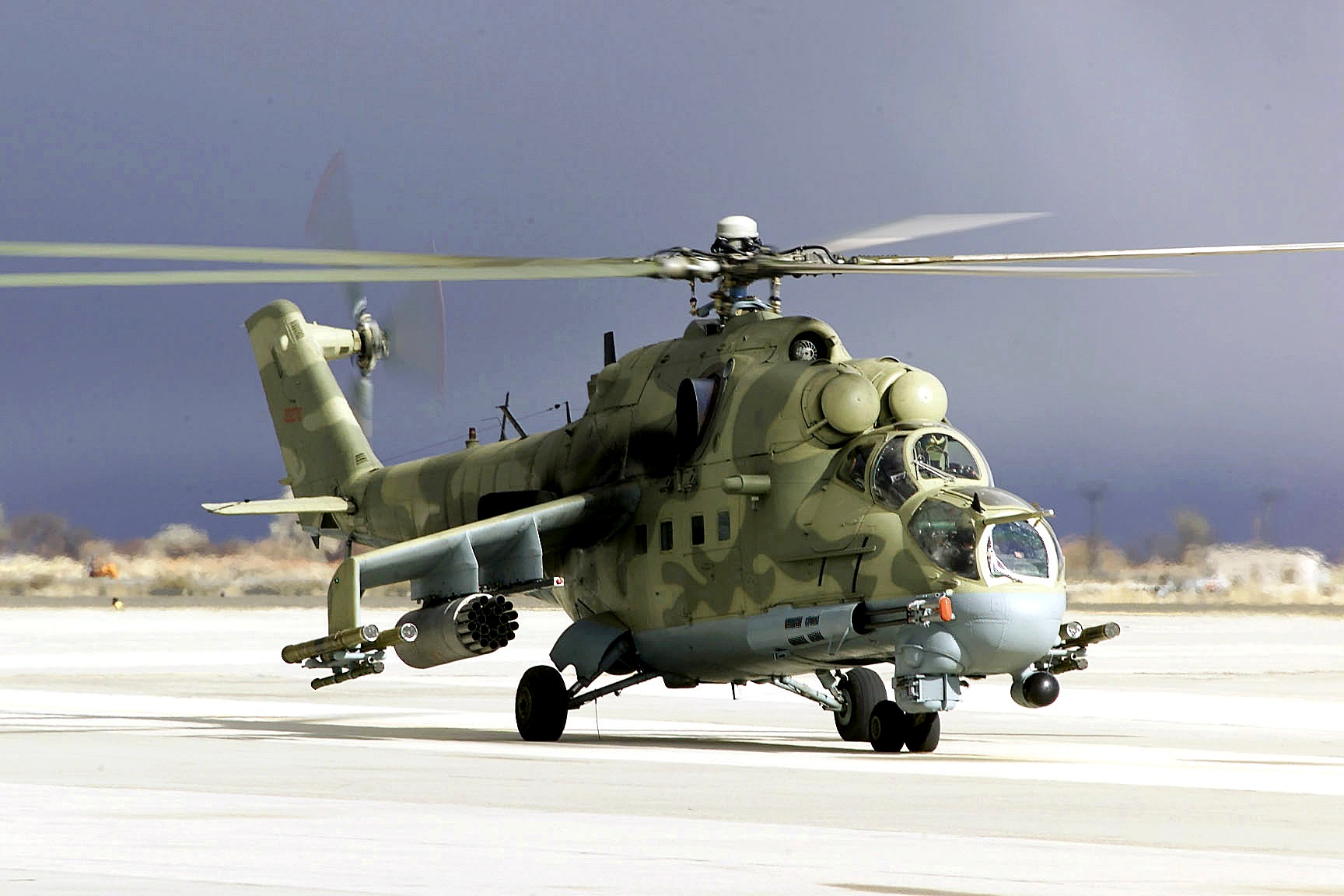
Mi-24 mit 30-mm-Kanonen
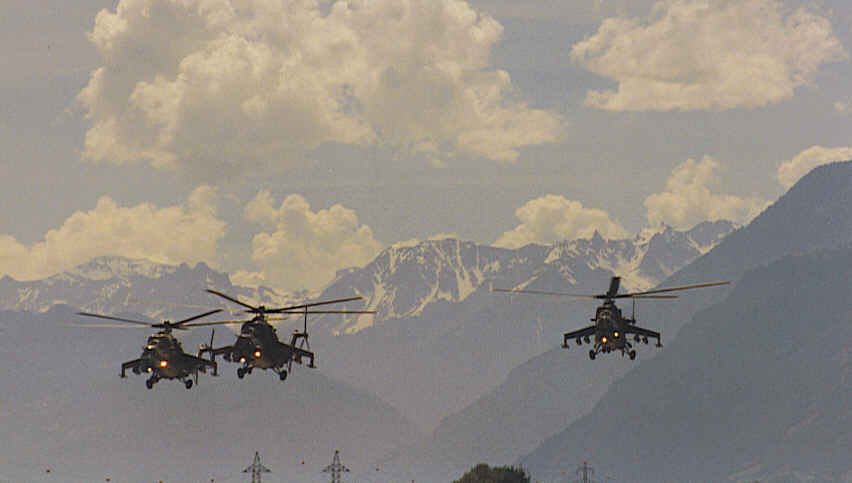
Drei Mil Mi-24 im Anflug
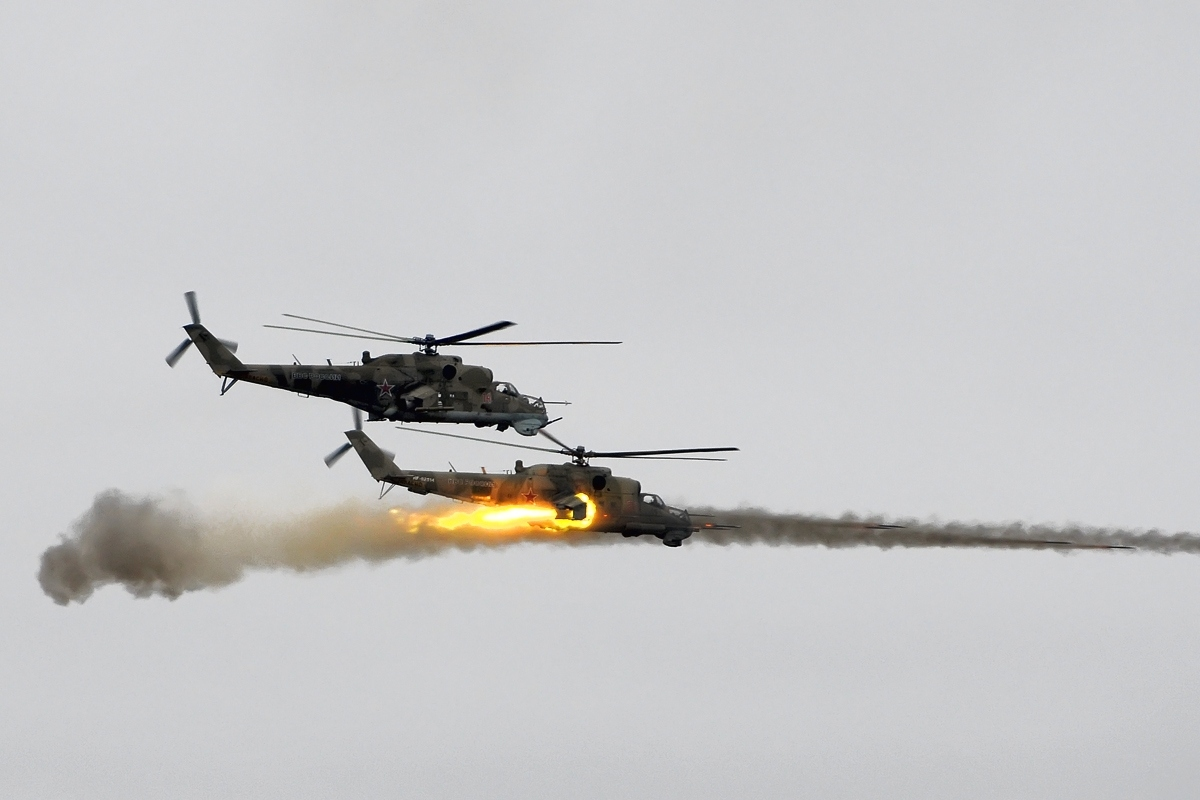
Zwei russische Mi-24, davon einer beim Abfeuern von ungelenkten Luft-Boden-Raketen
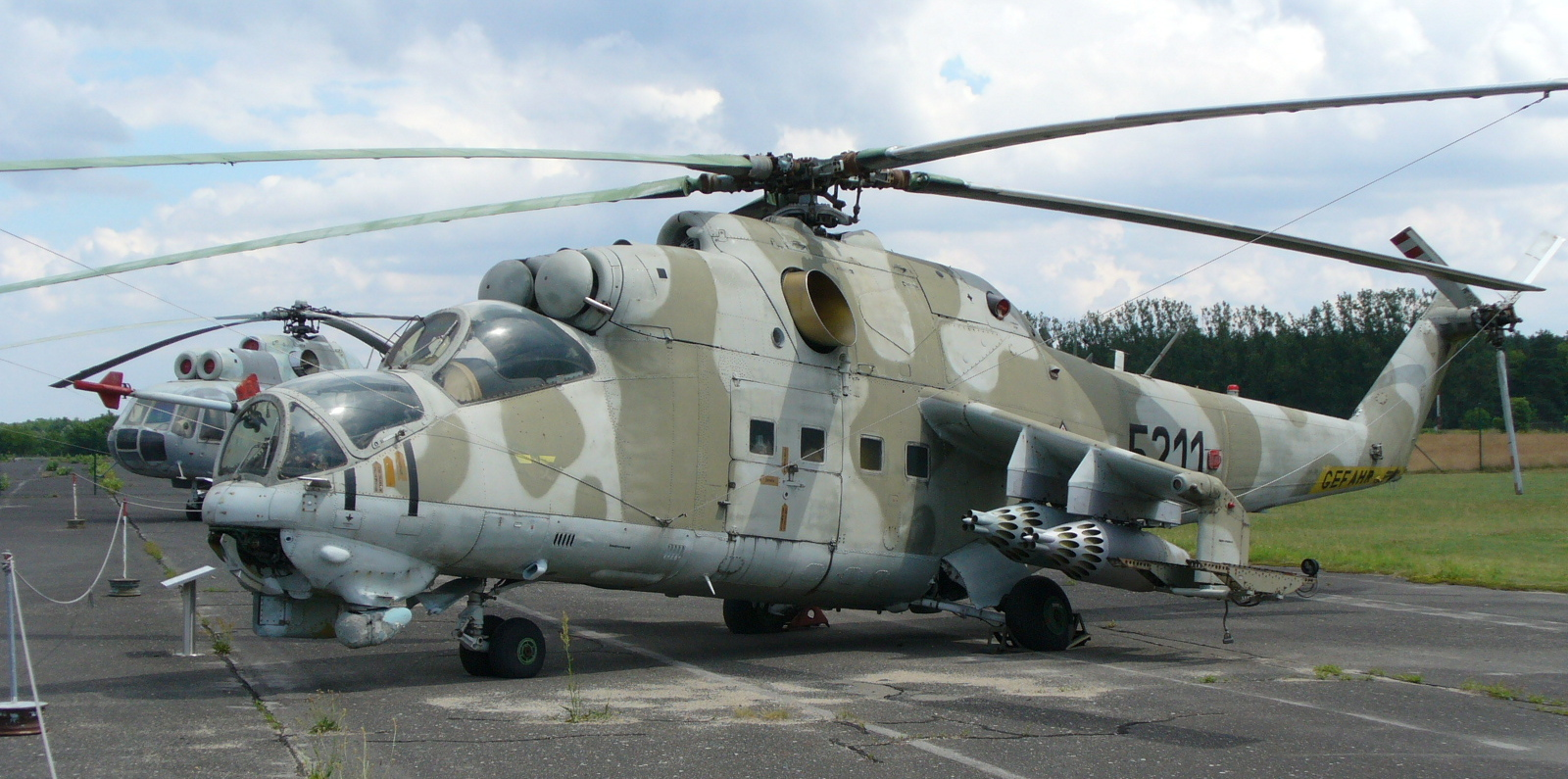
Mi-24D der NVA, heute im Luftwaffenmuseum Berlin-Gatow